# مصطفى بن كمال الدين البكري
مصطفي بن كمال الدين البَكْري الصديقي (1099 - 1162 هـ / 1688 - 1749 م) فقيه حنفي صوفي، جَمَع بين الطريقتين الخلْوتِيّة والقادرية، وكان إضافة إلى تصوفه وفقهه أديب وشاعر ورحالة، وإليه تنسب الطريقة البكرية الخلوتية – إحدى فروع الطريقة السهروردية – وهو يعتبر من أشهر مجددي الطريقة الخلوتية في الشرق الأوسط عموماً وفي مصر خصوصاً في أواسط القرن الثاني عشر الهجري. ويصل إليه سند الطريقة الخلوتية الجامعة، والبكري نسبة إلى أبي بكر الصديق حيث يصل نسبه، وهو من الشام، من العائلات الثرية، ولد في عام 1688م/1099هـ في دمشق، تلقى العلوم الشرعية على يد عدد من المشايخ، ثم اتجه إلى النسك والتعبد والتصوف، فأخذ الطريقة الخلوتية على يد الشيخ عبد اللطيف الحلبي، عندما أصبح عمره 16 عاماً، ثم أذن له شيخه بالمبايعة والتخليف وعمره قرابة عشرين عاماً. بدأ بعد ذلك إلى السفر والترحال طلباً للعلم الشرعي، كجزء من التقاليد الصوفية المعروفة (السياحة في الأرض)، وقد زار عشرات المدن والمناطق، وساهم بنشر الطريقة الخلوتية في فلسطين وخصوصاً في القدس، ولبنان ومصر وتركيا والعراق والحجاز، وساهم بشكل غير مباشر عن طريق أتباعه وتلاميذه بنشرها بالمغرب العربي، إلى أن توفي في مصر، وكان يسكن بجوار الجامع الأزهر، ودفن في القاهرة سنة 1749م/1162هـ.
بلغ عدد أتباعه ومريديه أكثر من مائة ألف بحسب ما ذكره ابنه "محمد كمال الدين". وقد عرضت عليه السلطات العثمانية منصب (قطبانية الشرق) فلم يقبله وعزف عنه، مفضلاً التفرغ للتأليف والدعوة والذكر. وقد أفرد ابنه ترجمته بكتاب سمّاه (التلخيصات البكرية في ترجمة خلاصة البكرية) ذكر فيه بعض مزاياه وما كان عليه من الأحوال. وخصص له يوسف النبهاني في كتابه (جامع كرامات الأولياء) ترجمة طويلة ذكر فيها عدداً كبيراً من مؤلفاته التي تقارب المائتين وأحزاب وأوراد أكثر من ستين.

## اسمه ونسبه ولقبه وكُنيته

### اسمه
هو: مصطفى بن كمال الدين بن علي بن كمال الدين بن محيي الدين عبد القادر بن محمد بدر الدين بن محمد ناصر الدين بن أحمد زين الدين بن محمد ناصر الدين بن أحمد شهاب الدين بن ناصر الدين بن عوض بهاء الدين بن عبد الخالق بن عبد المنعم بن يحيى بن الحسن بن موسى بن يحيى بن يعقوب بن نجم الدين بن عيسى بن شعبان بن عيسى بن عوض بن داود بن محمد بن نوح بن طلحة بن عبد الله بن عبد الرحمن بن أبي بكر الصديق.

### نسبه

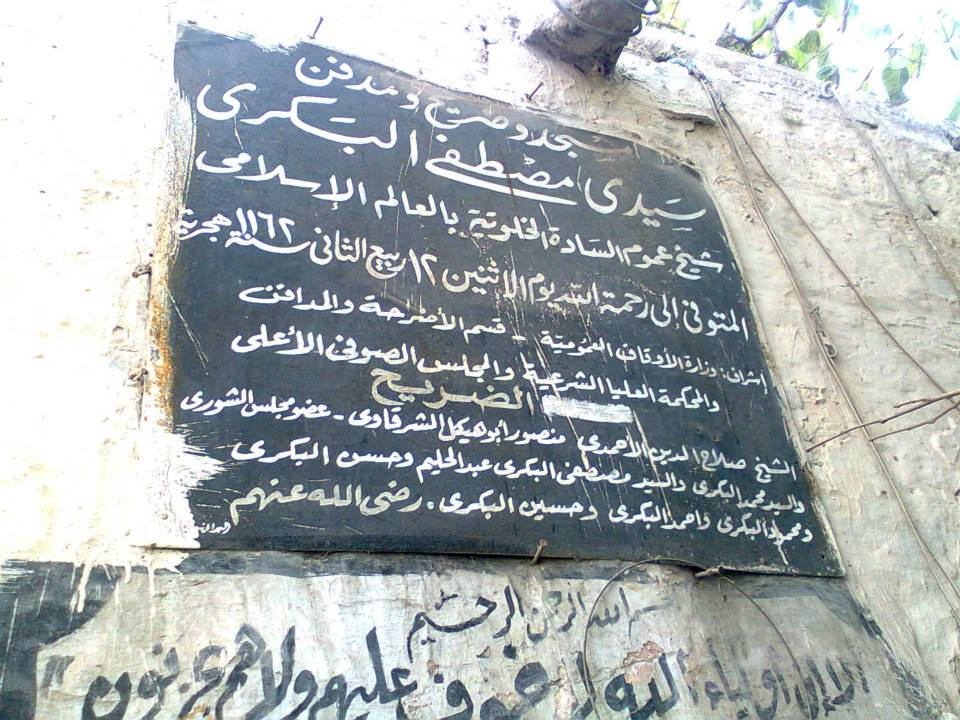
لافتة مكتوب عليها: "مسجد وضريح ومدفن سيدي مصطفى البكري شيخ عموم السادة الخلوتية بالعالم الإسلامي".

يرجع نسبه من جهة الأب إلى الصحابي أبي بكر الصديق، ويرجع نسبه من جهة الأم إلى الصحابي علي بن أبي طالب أو السبطين الحسن والحسين.
وذكر نسبه إلى أبي بكر الصديق في مخطوطة (الخمرة الحسية في الرحلة القدسية) على النحو التالي: «أبو المعارف، قطب الدين مصطفى بن كمال الدين بن علي بن كمال الدين بن محيي الدين، بن عبد القادر بن بدر الدين محمد، نزيل دمشق بن ناصر الدين، محمد شهاب الدين بن ناصر الدين بن بهاء الدين، عوض بن عبد الخالق بن عبد المنعم بن يحيى بن الحسن بن يحيى بن يعقوب بن نجم الدين أبي الروح، عيسى بن داود بن محمد بن نوح ابن الشيخ طلحة، سلطان مدينة النبي صلى الله عليه وسلم بن السيد الإمام أبي محمد عبد الله ابن السيد الإمام المجتهد الصحابي أبي الفضل عبد الرحمن بن الإمام الأعظم، والخليفة الأكرم أبي بكر الصديق رضي الله عنه وأرضاه بن عثمان أبي قحافة بن عمرو، وابن عامر بن سعد بن كعب بن قيم بن مرة جد رسول الله صلى الله عليه وسلم».

### لقبه
لُقِّبَ بـ القُطب البَكْري، وقُطْب الدين، وقطب العارفين، ومحيي الدين، وشيخ الإسلام. ولقّبه حسن رضوان المصري بـ الجنيد الثاني في منظومته (روض القلوب المستطاب) فقال:

### كنيته
اختُلِفَ في كُنيته، قيل: أبو المعارف، وقيل: أبو المواهِب، وقيل: أبو الفُتوح، وقيل: أبو محمد.

## مولده
ولد بدمشق في شهر ذي القعدة سنة 1099 هـ / 1688م، بخط باب توما، قبل وفاة والده كمال الدين بستة أشهر أو ثمانية، ونشأ يتيماً في حِجْر ابن عمه أحمد بن كمال الدين بن عبد القادر الصديقي، وبقيَ عندَهُ في داره الكائنة قُرب البيمارستان النوري.

## نشأته
نشأ بدمشق، ورحل إلى القدس وعاش فيها جزءاً من حياته بعد زواجه فيها، وهذا ما ذكره غالبية المؤرخين، إلا أن الجبرتي في كتابه (عجائب الآثار) يرى أنه نشأ في القدس، حيث يقول: «نشأ ببيت المقدس على أكرم الأخلاق وأكملها، ربّاه شيخه الشيخ عبد اللطيف الحلبي، وغذَّاه بِلِبَان أهل المعرفة والتحقيق، فَفَاق ذلك الفرع الأصل، وظهرت به في أفق الوجود شمس الفضل، فبرعَ فهْماً وعلماً، وأبدع نثراً ونظماً، ورحل إلى جل الأقطار لبلوغ أجل الأوْطار، كما دأب على ذلك السلف، لما فيه من اكْتساب المعالي والشرف».

## عائلته
ينتمي إلى آل البكري الذين يصل نسبهم إلى أبي بكر الصديق، وهم أسرة لها فروع في الحجاز ومصر والآستانة (اسطنبول) ودمشق. ووفقاً للباحثة ليندا شيلشر في كتابها (دمشق في القرنين الثامن عشر والتاسع عشر) فإن أسرة آل البكري مازالت تحتفظ بوثائق تعود إلى القرن الرابع للهجرة تؤكد صحة نسبهم. ويذهب مؤرخ الأسرة إلى القول بأن آل البكري في سوريا يتفرعون عن أصل قديم في مصر، وأن أول من استقر في دمشق من أسلافهم جدهم "بدر الدين البكري" (نحو القرن الرابع عشر). أما سلسلة نسب الأسرة المتناثرة في كتب التراجم، فتشير إلى أن الذين برزوا في دمشق من آل البكري في القرنين الثامن عشر والتاسع عشر ينحدرون من جد واحد عاش في القرن السادس عشر؛ وقد وصلوا إلى مكانة مرموقة في دمشق خلال العهد العثماني. في أواخر القرن السابع عشر، توطدت مكانتهم بفضل "أحمد بن كمال الدين البكري" (ت 1107 هـ/1695 م) الذي بلغ مرتبة عالية في القضاء، وأصبح قاضياً لدمشق، وهو منصب لم يشغله أي دمشقي من قبل. وأثناء توليه القضاء، انتقلت المحكمة الرئيسية في دمشق إلى دار آل البكري في البيمارستان النوري، كذلك تولى إدارة أوقاف المدرسة الجقمقية، وهي وظيفة استأثر بها آل البكري حتى عهد متأخر من القرن العشرين. أما ولده أسعد (ت 1715م) فقد تولى نيابة القضاء في كل من محكمة الباب والكبري. ويشير أصحاب كتب السير والتراجم إلى أنه كان شخصية سياسية بارزة، ووصفوه بأنه كان «مقبول الشفاعة عند الحكام... وصاحب الحل والعقد». وقد نفي إلى صيدا عام 1706م لأسباب سياسية. وفضلاً عما بلغه من رُتَبْ وناله من ألقاب، فقد منح أراض واسعة، وولي إدارة أوقاف عديدة في منطقة دمشق، كما شيد قصراً في الصالحية ودارة جميلة وحديقة جرمانا اتخذها مصيفاً له. وكان خليل بن أسعد البكري (ت 1173 هـ/1759 م) واحداً من كبار أعيان دمشق وقد أقام صلات قوية مع المؤسسة العثمانية حينما كان في إسطنبول برفقة أبيه الذي كان من مُريدي شيخ الإسلام فيض الله حسن ومشايعاً لشيخ الإسلام أبي الخير داماد زادة (ت 1154 هـ/1741 م). وقد تولى خليل الإفتاء في دمشق في الربع الأول من القرن الثامن عشر؛ ثم القضاء في كل من طرابلس والقدس ومكة ودمشق. وأثناء توليه القضاء في دمشق، انتقلت المحكمة الرئيسية إلى دار آل البكري من جديد. وقبيل وفاته، رحل إلى الآستانة (إسطنبول)، فشغل منصب القاضي الشرعي فيها، ثم قاضي عسكر الأناضول، وهي مرتبة لم يبلغها أي عربي من قبل. قاد في مستهل حياته ثورة دمشقية ضد الوالي "عثمان باشا أبو طوق" (سنة 1135 هـ/1723 م)، وكان يتولى الإفتاء آنذاك، وانتهت المسألة بعزل أبي طوق وتولية إسماعيل باشا العظم والياً على دمشق (في عام 1138 هـ/1725 م).

## تعليمه وأساتذته
أخذ العلم عن عدد من العلماء، منهم: عبد الرحمن بن حيي الدين السليمي الشهير بالمجلد (ت 1140 هـ)، إذ قرأ عليه الآجرومية ثلاث مرات، ثم شرْحَها للشيخ خالد الأزهري، ثم الأزْهريّة، ثم قواعِد الإعْراب، ثم الألفية، وشرحها للأشموني، ثم الجزرية، ثم الأمالي. والشيخ أبو المواهب محمد بن عبد الباقي الحنبلي (ت 1126 هـ)، الذي قرأ عليه سنة 1115 هـ متن الاستعارات وشرحها للعصام، ومتن الجزرية، وشرحها للقاضي زكريا الأنصاري، ثم قرأ عليه شرح النخبة للعسقلاني، وحضر معه شرح صحيح البخاري للحافظ ابن حجر العسقلاني. وأخذ أيضاً عن المُلّا إلياس بن إبراهيم الكوراني، والمحب محمد بن محمود الحبال، وأجاز له الشيخ محمد بن محمد البديري الدمياطي الشهير بابن الميت، وأخذ عنه المسلسل بالأولية، ولازم الشيخ عبد الغني بن إسماعيل النابلسي، وقرأ عليه بعض مؤلفات ابن عربي مثل التدبيرات الإلهية، والفصوص، وعنقاء مغرب، ومواضع متفرقة من الفتوحات المكية وبعض الفقه، وأخذ عنه الطريقة القادرية والطريقة النقشبندية التي أخذها أيضاً عن مراد الأزبكي البخاري النقشبندي، كما أخذها في واقعة روحية عن أبي يزيد البسطامي، وأخذ الطريقة القادرية أيضاً عن يس القادري الكيلاني شيخ السجادة القادرية بحماة، وأخذ الطريقة الخلوتية عن الشيخ عبد اللطيف بن حسام الدين الحلبي الخلوتي، وأخذ التصوف أيضاً عن محمد بن إبراهيم الدكدكجي وبه تخرج.
من علماء الأمصار الذين أخذ عنهم وقرأ عليهم: الشيخ عبد الله بن سالم البصري المكي بمكة المكرمة، والشيخ "علي قرة باش" في أدرنة، والشيخ "محمد التافلاتي" في الآستانة (اسطنبول)، والشيخ "محمد بن أحمد الحلبي المكتبي" في حلب، والشيخ نجم الدين بن خير الدين الرملي في الرملة في فلسطين، والشيخ "مصطفى الأدرنوي" في القاهرة، والشيخ إسماعيل العجلوني، و"عثمان بن الشمعة" وغيرهما في دمشق.

## تلاميذه وخلفاؤه
| مصطفى البكري بن كمال الدين الحنفي الدمشقي (1099-1162هـ) هو من أعظم شيوخ الإسلام ومحيي الطريق في القرن الثاني العشر الهجري حيث قيل أن عدد مريديه بلغ نحو المائة ألف وله نحو 222 تأليف، وخلف أكثر من عشرين خليفة جلهم من أكابر العلماء ومشايخ الإسلام وأئمة التربية، وكان هو المجدد الأكبر في عصره للطريقة الخلوتية، وصاحب الشيخ النابلسي وقرأ عليه كتب الشيخ الأكبر محي الدين ابن العربي، وأخذ الطريقة القادرية عن السيد ياسين القادري الكيلاني شيخ السجادة القادرية بحماه وقد أفردت ترجمته في عدة كتب منها كتاب ولده أبو الفتوح محمد الذي سماه: [تلخيصات البكرية في ترجمة البكرية]. |
| —عبد الباقي مفتاح، أضواء على الشيخ عبد القادر الجيلاني وانتشار طريقته |

وصل عدد تلاميذه وأتباعه إلى مائة ألف، ولمّا بلغت تلاميذه مائة ألف أمر بعدم كتابة أسمائهم، وقال: هذا شيء لا يدخل تحت عدد. ومن أشهر تلاميذه: محمد بن سالم الحفني/الحفناوي (ت 1181هـ) وهو من أكبر خلفائه في مصر، وعلي بن محمد العربي السقاط (ت 1183 هـ)، وعبد الحليم الشويكي (ت 1185 هـ)، ومحمد بن أحمد السفاريني الحنبلي (ت 1188 هـ)، ومحمد بن عبد الكريم السمان (ت 1189 هـ) مؤسس الطريقة السمانية، ومحمد بن أحمد التافلاتي المغربي الأزهري الخلوتي (ت 1191 هـ) مفتي الحنفية بالقدس، كان شيخه من جهة وتلميذه من جهة أخرى، ومحمد بن سليمان الكردي المدني شيخ الشافعية بالمدينة المنورة (ت 1194 هـ)، وأحمد بن محمد الباقاني (ت 1195 هـ)، وعبد الرحمن الأجهوري الأزهري المالكي (ت 1198 هـ) وهو سبط القطب الخضيري، وأحمد بن موسى العروسي الشافعي الأزهري (ت 1208 هـ)، والقاضي حسن بن عبد اللطيف الحسيني مفتي الحنفية بالقدس في القرن الثالث عشر الهجري (ت 1224 هـ)، بالإضافة إلى سبعة ملوك من طوائف الجان أسماؤهم محررة في بعض مؤلفاته.
قال محمد زاهد الكوثري في كتابه (البحوث السنية عن بعض رجال أسانيد الطريقة الخلوتية): "وعنه أخذ شيخ الإسلام محمد بن سالم الحفناوي المتوفى سنة 1181 هـ، وعنه أخذ الشيخ محمود الكردي المتوفى سنة 1195 هـ، وعنه أخذ الشيخ عبد الله الشرقاوي المتوفى سنة 1227 هـ، وعنه أخذ الشيخ أحمد الدمهوجي المتوفى سنة 1246 هـ، والحفناوي والشرقاوي والدمهوجي ممن تولوا مشيخة الأزهر".

### تأثيره العلمي والتربوي
خلّف مصطفى البكري آثاراً تربوية في المجال الصوفي، امتدّت عبر خلفائه المباشرين وغير المباشرين إلى معظم بلدان العالم الإسلامي، وتفرّعت من مدرسته طرق صوفية كان لها - ولا يزال - انتشار واسع وتأثير كبير في العالمين العربي والإسلامي؛ منها الطريقة التيجانية التي أسّسها أبو العباس أحمد التيجاني (1150 – 1230 هـ)، وأتباعها يُعدّون اليوم بعشرات الملايين. فأحمد التيجاني أخذ تربيته وسلوكه في القاهرة عن الشيخ محمود الكردي (ت 1195 هـ) تلميذ مصطفى البكري وتلميذ خليفته الأكبر في مصر محمد بن سالم الحفناوي (1101 – 1230 هـ). وبواسطة محمد بن سالم الحفناوي تفرّعت في مصر والسودان وبلدان الغرب الإسلامي والشام فروع متعدّدة للطريقة الخلوتية. ومن تلاميذ مصطفى البكري الإمام محمد بن عبد الكريم السمان (1130 – 1189 هـ) الذي تفرّعت منه عدة طرق نشرها خلفاؤه الكثيرون في المشرق والمغرب وإفريقيا وآسيا. ومن تلاميذ الشيخ الحفناوي: محمد بن عبد الرحمن الأزهري (1126 – 1208 هـ) مؤسس الطريقة الرحمانية الخلوتية، الذي أصبحت طريقته أشهر طريقة في الجزائر وأوسعها انتشاراً. فحسب بعض الإحصائيات بلغ عدد الزوايا التابعة لها في الجزائر سنة (1299 هـ = 1882 م): 220 زاوية. وقامت هذه الزوايا بجهود كبيرة تربوية وتعليمية وجهادية في مقاومة الشعب الجزائري للاحتلال الفرنسي.
اقتدى بعض شيوخ الخلوتية بالشيخ مصطفى البكري في نظم أشعار صوفية مبيّنة معالم السلوك؛ من أهمّها وأطولها منظومة: (روض القلوب المستطاب) للشيخ حسن رضوان المصري (1239 – 1310 هـ). وهي تتضمن أزيد من عشرة آلاف بيت، وطبعت بمصر سنة 1322 هـ بإشراف نجله الشيخ محمد أبي الفتح. وشيخه في الطريق هو الشيخ خالد علي (ت 1284 هـ) عن الشيخ إبراهيم العمراني عن الشيخ عبد العليم عن الإمام أحمد الدردير (1127 – 1201 هـ) عن الحفناوي عن مصطفى البكري. وفي منظومته هذه استشهد بأبيات من ألفية التصوف لمصطفى البكري، وخصص الباب الأول منها إلى بيان سنده في سلسلة الطريق، ولمّا وصل إلى ذكر الشيخ مصطفى وأنه أخذ عن الشيخ عبد اللطيف الخلوتي قال:

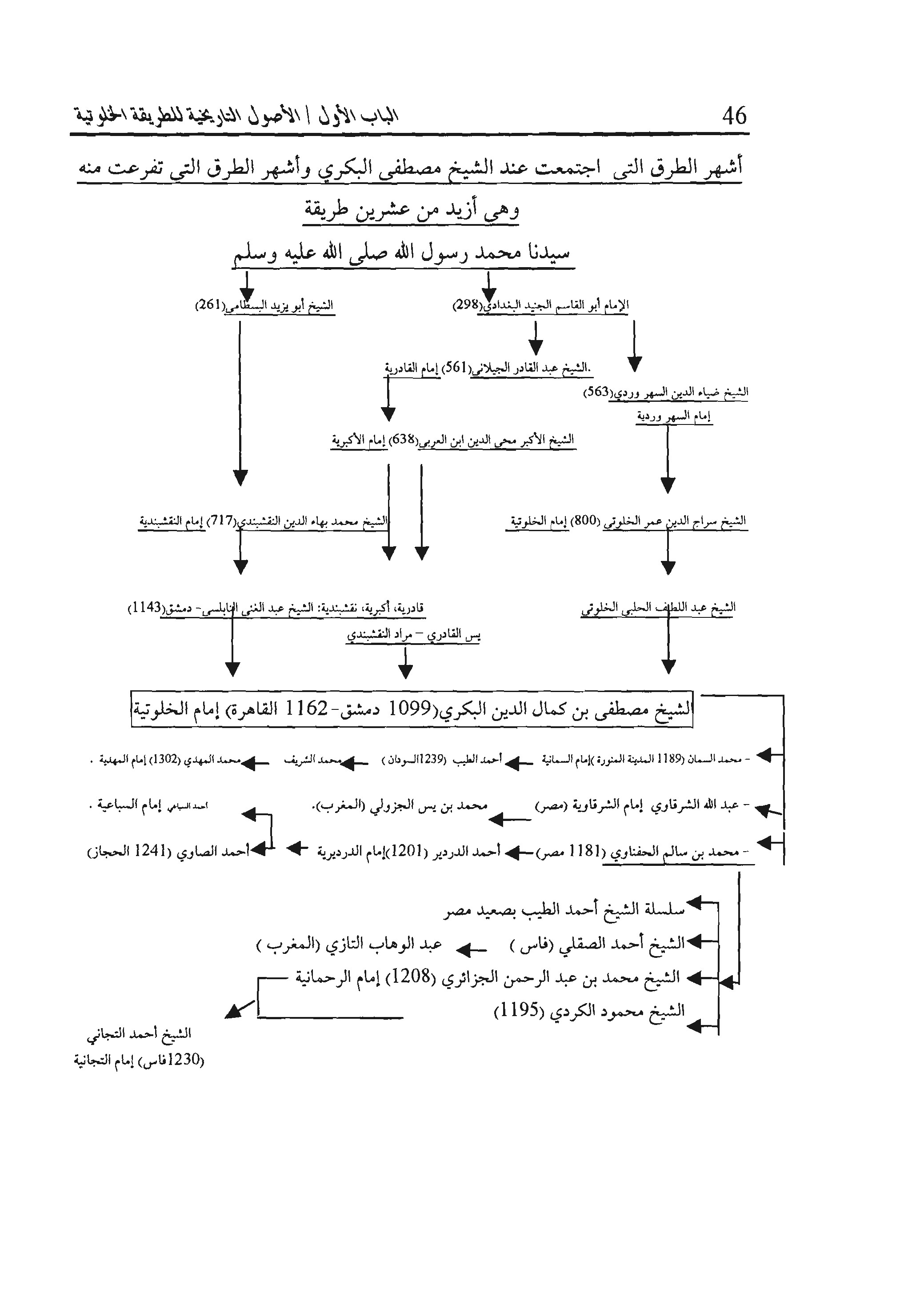
صورة تُوَضّح أشهر الطرق التي اجتمعت عند الشيخ مصطفى البكري، وأشهر الطرق التي تفرعت منه، وهي أزيد من عشرين طريقة.

وقد عزا المؤرخ والمستشرق العربي ألبرت حوراني في عرضه للاتجاهات الصوفية في القرن الثامن عشر، بروز الطريقة السمانية في الحجاز التي مهدت لبروز كل من الطريقة التيجانية في إفريقيا، والحركة المهدية في السودان، إلى تأثير مصطفى البكري.

## تصوفه وآرائه
جَمَع بين الطريقتين الخلْوتِيّة والقادرية، وأخذ طرقاً أخرى كالطريقة النقشبندية والأكبرية، ودرس كتب محيي الدين بن عربي (ت 628 هـ) عند الشيخ عبد الغني النابلسي (ت 1143 هـ). وفي معظم كتبه ومؤلفاته التي بلغت نحو المائتين يظهر تأثره بابن عربي، كما في منظومته التي تتألف من أكثر من 1200 بيت في مصطلحات التصوف، اقتبسها من كتاب (الفتوحات المكية)، وذكر فيها أنه تلقن الطريقة النقشبندية عن روحانية أبي يزيد البسطامي (ت 261 هـ).
وقال في نهايتها:
ووفقاً لأحمد فريد المزيدي فإن له «نسبة ظاهرية وباطنية إلى طريق النقشبندية والقادرية، ونسبة باطنية إلى طريق الشاذلية، وإنما اشتهر بالخلوتية». وقد أثنى على الطريقة الملامتية في كتابه (العرائس القدسية المفصحة عن الدسائس النفسية)، وحكى قصة غريبة حدثت له مع رجل في مدينة الخليل ممن يتبعون هذه الطريقة، وهذا الرجل يقال له: أبو جاعد، واسمه الشيخ محمد، قد حبس نفسه وامتنع عن الكلام عشرة أعوام، وكان يرتدي على رأسه خرقة البكتاشية، فسأله البكري بالإشارة عن طريقته الصوفية، فأشار له إلى إنها مطلقة غير مُقَيّدة، ثم أشار الرجل بيده نحو كتاب مجموع فيه بعض الرسائل من تأليف مصطفى البكري لكي يفتحه، ففتحه على موضع اللسان، فإذا أوائل الصحيفة تتحدث عن الملامتية، والرسالة هي (الوارد الطارق واللمح الفارق)، فقرأ له البكري بيتاً من أول قصيدة قالها فيهم، وهو:
ثم أشار الرجل له بأن يطبق الكتاب، فقال له البكري: إذن أنت من الملامتية؛ ثم قال: «وعجبت من إشارته لذلك الكتاب دون غيره، وكون اللسان على ذلك المحل بخصوصه. وقد اتفق لنا معه غير هذه الكرامة، وذكرت بعضها أوائل (النحلة النصرية في الرحلة المصرية)، نفعنا الله به وبأمثاله».

### طريقته الصوفية الخاصة

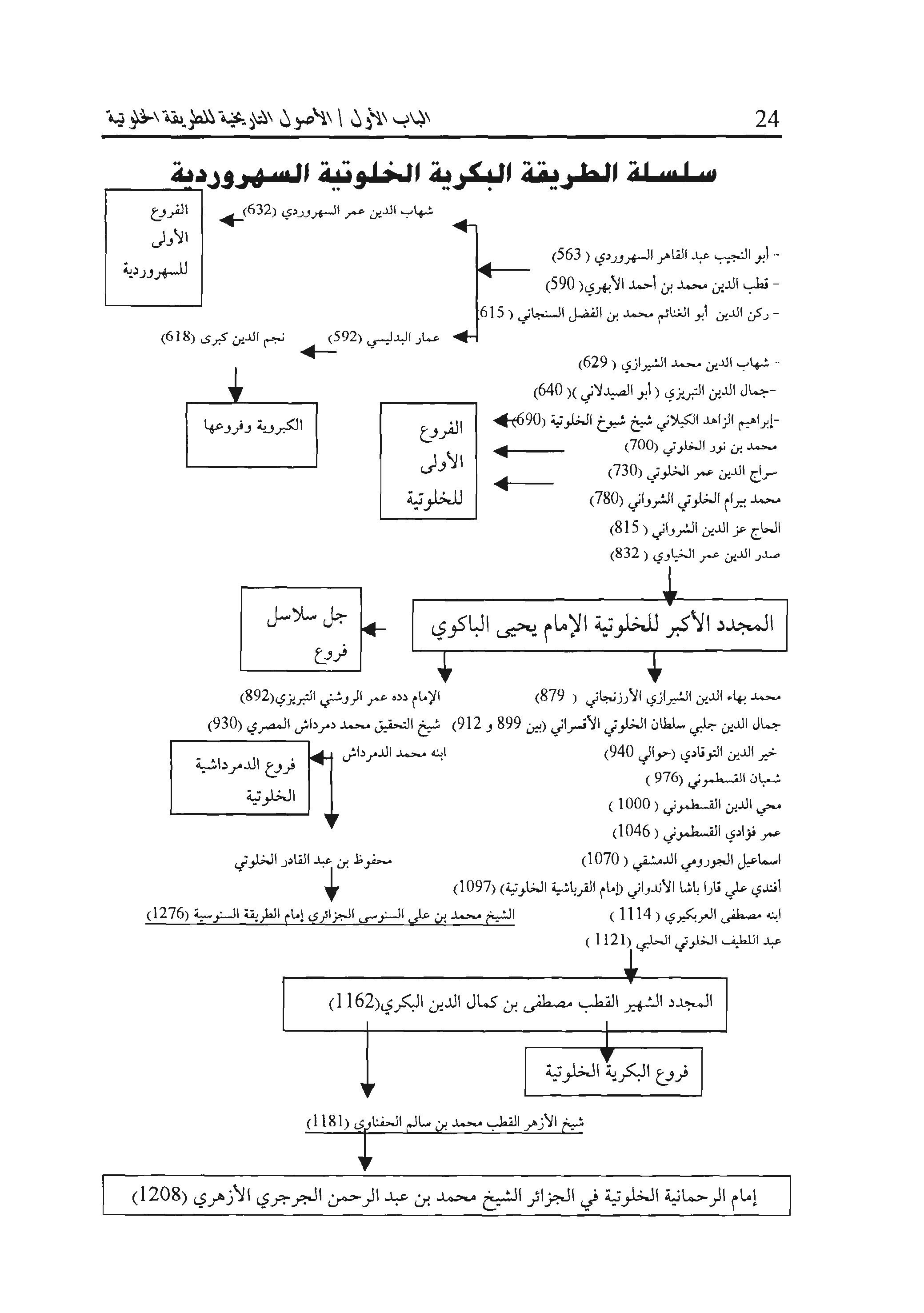
صورة تُوَضّح سلسلة الطريقة البكرية الخلوتية السهروردية.

طريقته الصوفية الخاصة تعرف باسم الطريقة البكرية الخلوتية أسسها في منتصف القرن الثامن عشر الميلادي. تتميز طريقته بالالتزام بتعاليم القرآن والسنة النبوية والشريعة الإسلامية. كبار أئمة طريقته انخرطوا بشكل كبير في دراسة علم الحديث، وأصبح بعض تلاميذه من كبار شيوخ تدريس علم الحديث في الجزء الأخير من القرن الثامن عشر الميلادي. وبعد وفاته تفرعت من طريقته طرق مختلفة كثيرة انتشرت في جميع أنحاء العالم الإسلامي.

### دفاعه عن ابن عربي
خصص في كتابه (العرائس القدسية المفصحة عن الدسائس النفسية) فصلاً عن عقيدة محيي الدين بن عربي، نقل فيه نصوصاً من كلام ابن عربي توضّح عقيدته التي يتبناها، وأنها - من وجهة نظره - موافقة لمنهج أهل السنة والجماعة، وأنه بريء من مناهج وعقائد أهل البدع والضلالات؛ ثم بعد أن ذكر عقيدته قال: «فانظر رحمك الله في هذه العقيدة العزيزة السديدة المفيدة، واحذر بعدها الإنكار، وأوّل ما أُشكل من كلامه». ثم اقتبس فقرة من الطبقات الكبري للشعراني في الدفاع عن ابن عربي، ثم قال:
| ” | وإذا ثبت دخول رجل في الإسلام، فإخراجه عنه والطعن فيه موجب لارتكاب أقبح الآثام. والحذر ثم الحذر من تكفير أحدٍ من أهل القبلة؛ فمن كفَّر مؤمناً فقد باء بالكفر، فكيف بمن نصَّ على تمكنه في درجات الولاية أكابر العلماء ونحارير الحكماء وأساطين التحقيق وسلاطين التدقيق، ولقبه الشيخ أبو مدين الغوث بسلطان العارفين... ومن ثبتت ولايته حُرمت محاربته؛ لحديث: «ومن عادى لي ولياً فقد آذنته بالحرب» أي أعلمته أني له محارب. وقد كان الشيخ عز الدين رحمه الله يحط على الشيخ، فلما صحب سيدي أبا الحسن الشاذلي صار يترجمه بالولاية والعرفانية والقطبانية. وقال الجلال الدواني: «وأما من يقول بكون الشيخ محي الدين بن العربي من الملحدين فجهله ينادي عليه بالإلحاد؛ حيث تكلَّم على من لا يصل إلى كُنه كلامه أساطين العلماء ونحارير الفضلاء، وعجزت أفكارهم عن فهم أسراره، والعجب أن تكلَّم بما لا يعلم حيث لم يعلم اصطلاحهم، ومن لم يعرف شيئاً أنكره». وفتوى صاحب القاموس في حل قراءة كتبه وإقرائها مشهورة، وقد ذكرتها مع فتوى ابن كمال باشا، وبعض فتوى الحافظ العسقلاني، وعبارة الهيتمي في شرحه على الهمزية في (السيوف الحداد)، وللسيوطي رحمه الله فيه رسالة سَمَّاها: (تنبيه الغبي في تبرئة ابن العربي). وجعل المذهب الذي ارتضاه فيها القول بولايته مع تحريم النظر في كتبه. | “ |

ثم تكلم عن بعض الناقدين لابن عربي كالسعد التفتازاني والبقاعي وقال إن لهم مقاصد حسنة وملاحظات مستحسنة.
وخصص في كتابه (السيوف الحداد في أعناق أهل الزندقة والإلحاد) جزءاً لرد الشُّبه عن ابن عربي، قال فيه: «وممن أثنى على هذا الإمام الموصوف بأنه خاتم الولاية الخاصة المحمدية وبدرها التمام، شيخ الشيوخ أبو مدين الغوث الأفخر، وسمّاه رضي الله عنه بالكبريت الأحمر والشيخ الأكبر»، ثم نقل الثناء عليه عن الشهاب السهروردي، والعز بن عبد السلام، وزكريا الأنصاري، وابن حجر الهيتمي، والسيوطي؛ وقال إن السيوطي ألّف رسالة في تبرئته من الكفر، سمّاها (تنبيه الغبي في تبرئة ابن العربي)، وكذلك علي بن ميمون وقال: إنه ألّف رسالة في مدحه والثناء عليه والحط على المنكرين. ثم نقل الثناء عليه عن الجلال الدواني وعبد القادر العيدروس في (النور السافر) وابن كمال باشا والفيروزآبادي صاحب القاموس، ونقل عباراتهم، ثم قال: «وقد أشبع صاحب القاموس القول في الرد على المنكرين، وذكر مقالات المعتقدين شيخنا الشيخ عبد الغني – قدس الله سره آمين – في كتابه (الرد المتين على منتقص العارف محيي الدين)». ثم استشهد بقول أحمد القشاشي في آخر رسالته (وحدة الوجود) حيث قال: «فلو استقصى إنسان وتتبع مناقبه التي تُذكر بالسياق والتقريب في مصنفاته وفتوحاته، وما يُذكر فيها من غرائب أموره ومعايناته وحكاياته، وذكر مقاماته في كلامه من التجليات والهيئات لكان مجلدات». ثم ذكر بعد ذلك أبيات وقصائد مدحه بها، وثناء بعض العلماء عليه. ومما قاله أيضاً في هذا الكتاب لكن في موضع آخر: «وقد ذكر الشيخ [الأكبر محيي الدين محمد بن عربي] عقيدته في أول فتوحاته [المكية]؛ ليرجع العارف إليها ما خالفها من ظواهر كلماته».

### مفهومه لوحدة الوجود
له رسالة في توضيح معنى وحدة الوجود، سمّاها: (المَوْرد العَذب لذي الورود في كشف معنى وحدة الوجود) برأ فيها الصوفية من عقيدة الحلول والاتحاد، وحذّر من أقوال بعض المُدّعين المنتسبين زوراً للتصوف، فقال في مقدمة رسالته ما نصّه: "والذات الإلهية لها الغنى المطلق عن كل موجود... وتنزَّه (أي الله) عن سمات الحدوث... وقد كان سبحانه ولا شيء معه في الأزل... وحيث كان الوجود لله، ووجود الأشياء قائم به، مَوْجود بإيجاده، باقٍ ببقائه، فالوجود على الحقيقة له، لا لغيره، إذ هو - أي الحادث - هالك بالنظر لوجوده، ثابت الوجود بالنظر لموجوده، فبهذا الاعتبار غارت عيون الأغيار: قال تعالى: ﴿لمن الملك اليوم لله الواحد القهار﴾ [غافر: 16]، لا يقصد أحد سواه. قال تعالى: ﴿فأينما تولوا فثم وجه الله﴾ [البقرة: 115]، ليس له غير؛ خفي ولا بائن. قال تعالى: ﴿هو الأول والآخر والظاهر والباطن﴾ [الحديد: 3]، فلا أول إلا به، ولا آخر، ولا ظاهر، ولا باطن. بوجوده - أي الله - قام الوجود، وبدوام شُهوده ارتقى أهل الشهود؛ إذ هو قيوم السماوات والأرض، وقيام الكل به على التحقيق، لا التقدير والفرض، فيضُ وجودِه متجدّد على الدوام، ولولاه لانعدم العالم، واختل النظام".
وهذه الرسالة عبارة عن حكم شرعي في مسألة وحدة الوجود، اعتمد فيها مصطفى البكري على القرآن والحديث النبوي والشعر العربي، واعتمد أيضاً على علم الكلام في تقسيم الوجود إلى قديم وحادث مع التركيز على منهج الذوق في المعرفة. ويحيل إلى ابن عربي وأثره على التصوف من بعده، والجنيد البغدادي، والشعراني، وإبراهيم الخواص، والحسن البصري، وأرسلان عارف الزمان، وعبد الغني النابلسي، ومحيي الدين النووي. ويحيل إلى عدة مصادر مثل (نصائح المريد)، (الفتوحات المكية)، و (الوصايا) لابن عربي، و (الجواهر والدرر) للشعراني. وهو يرى ضرورة تأويل شطحات العارفين لتتفق مع الشريعة لأن التمسك بالشريعة والعمل بميزانها هو مقياس صحة العقائد. ويرى أن الحقيقة مُقَيّدة بالشريعة، وأن علوم الحقيقة لا تعارض العقل ولا التمسك بالسنة النبوية. وسبب تأليفه لهذه الرسالة هو اختلاف الناس قديماً وحديثاً في وحدة الوجود بين موافق ومخالف، حيث يقول في مقدمة الرسالة: «قد ألّف الأعيان من أهل العيان، قديماً وحديثاً، رسائل في معنى وحدة الوجود، وأفصحوا عن المراد منها والمقصود، وحققوا أن العقول بها موافق لما عليه أهل السنة والجماعة القود، وجعلها البعض من العلم المضنون به عن غير أهله الباذلين في طَلَبِه المجهود. وقال آخرون: هي من العلم الواجب بَثّه، لمن يَطْلُب قرباً أن يسود. والأول اختيار السلف كالحسن البصري وأضرابه أهل العقود، وقَضيته مع فرقد السبخي شائعة مرفوعة البنود...».
قسّم في كتابه (السيوف الحداد في أعناق أهل الزندقة والإلحاد) القائلين بوحدة الوجود إلى قسمين:
- القسم الأول: وهم العلماء المحققين العارفين، القائلين بذلك على وجه الحق والصواب، بلا حلول ولا اتحاد ولا اتصال ولا انفصال.
- القسم الثاني: وهم القائلون بوحدة الوجود من الجهلة الغافلين والزنادقة الملحدين، الزاعمين بأن وجودهم المفروض المقدر هو بعينه وجود الله، وذواتهم المفروضة المقدرة هي بعينها ذات الله، وصفاتهم المفروضة المقدرة هي بعينها صفات الله. وهؤلاء يحتالون بذلك على إسقاط الأحكام الشرعية عنهم، وإزالة التكليف عن نفوسهم، فالطعن عليهم بسبب قولهم بوحدة الوجود على هذا المعنى طعن صحيح.

وقال: «وأمّا قول أهل الحق القائلين بوحدة الوجود على الوجه الأحق، فإذا قالوا: ما في الوجود إلا الله مثلاً فمرادهم من حيث القيومية فإن به تعالى قيام كل شيء وهو القائم على كل نفس بما كسبت ومن حيث تجلِّيه وإمداده وتولِّيه، لا أن هذه الصور الحادثة الفانية المقيَّدة المحدودة وجوده، تعالى الله عن ذلك علواً كبيراً».

### نفيه لعقيدة الحلول والاتحاد
خصص جزءاً في كتابه (السيوف الحداد في أعناق أهل الزندقة والإلحاد) في بطلان ونفي الحلول والاتحاد، قال فيه:
| ” | قال سيدي محيي الدين - قدس الله سره - في الباب 252 (من الفتوحات المكية): «ومن أعظم دليل على نفي الحلول والاتحاد الذي يتوهمه بعضهم أن تعلم عقلاً أن القمر ليس فيه من نور الشمس شيء، وأن الشمس ما انتقلت إليه بذاتها وإنما كان القمر مجلاها، فكذلك العبد ليس فيه شيء من خالقه ولا حلَّ فيه». وقد شرحنا قوله في الرسالة الغوثية التي تُنسب إليه: «الاتحاد حال، فمن آمن بالاتحاد الذاتي قبل وقوع الحال فقد كفر، ومن أراد التعبير عن هذا الاتحاد بعد الوصول إليه فقد أشرك» في الرسالة التي سميناها: (جمع الموارد من كل شارد). وقال في كتاب الجلالة: «وأن تسمع الاتحاد من أهل الله تعالى، أو تجده في مصنفاتهم، فلا نفهم منه ما فهمت من الاتحاد الذي قلنا فيه إنه من الموجودين؛ إذ ليس مرادهم من الاتحاد إلا شهود الوجود الحق الواحد المطلق، الذي الكل به موجود، فيتحد به الكل من حيث كون كل شيء موجوداً به معدوماً بنفسه، لا من حيث إن له وجوداً خاصاً اتحد به، فإنه محال». | “ |

وقال أيضاً: «وقد رد على القائلين بالاتحاد والحلول سيدي محمد البكري، أحد الفحول في رسالته: (تأبيد المنة بتأييد السنة)»، ثم ذكر قصيدة قد قالها سابقاً أشار في آخرها إلى نفي الاتحاد والحلول وأمثالهما، قال في مطلعها:

### موقفه من غلاة الشيعة
انتقد في كتابه (العرائس القدسية المفصحة عن الدسائس النفسية) الغلاة من الشيعة الذين يسبون الصحابة ويطعنون فيهم، ويتهمون السيدة عائشة في شرفها، فوصف هؤلاء بأنهم «ليسوا من شيعة آل البيت، وإنما هم من شيعة إبليس لعنه الله». وقال في (رسالة الفرق المؤذن بالطرب في الفرق بين العجم والعرب): «واحذر من إفراط الخوارج وتفريط الشيعة». وذلك لأن الخوارج قد أفرطوا في التكفير حتى كفّروا علي بن أبي طالب والكثير من الصحابة، وأما الشيعة فقد فرّطوا في حق بعض الصحابة فرفضوا إمامة الشيخين أبي بكر الصديق وعمر بن الخطاب.

### رأيه في الاحتفال بالمولد النبوي
ألّف في جواز الاحتفال بالمولد النبوي كتاباً سمّاه: (المورد الروي في المولد النبوي) ثم اختصره في كتاب آخر سمّاه: (الورد المنهول الأصفى في مولد الرسول المصطفى). واستشهد في كتابه (بلوغ المرام في خلوة خلوتية الشام) بأقوال عدد من العلماء ممن يرون جواز الاحتفال به، وهم: ابن حجر الهيتمي، وابن الجوزي، وابن حجر العسقلاني، والسخاوي، والسيوطي. وهو يرى أن الاحتفال بالمولد النبوي بدعة حسنة وعمل محمود، وأن ليلة المولد النبوي أفضل من ليلة القدر.

## كراماته
| ومن أعظم كراماته: كثرة مؤلفاته نظماً ونثراً مع اشتغاله بالطريق والأسفار في الأقطار وأنواع العبادات والاجتماعات مع الناس. |
| —يوسف النبهاني، جامع كرامات الأولياء                                                                                   |

ذكر الجبرتي في تاريخه أنه لما سافر إلى إسلامبول (إسطنبول) ومكث فيها سنة ولم يؤذن له بالرحيل، ولم يدري ماذا يفعل، فلما جاءت آخر السنة قام ليلة فصلّى على عادته صلاة التهجد، ثم جلس لقراءة ورد السَحَر (ورد يتلى في وقت السَحَر قبل الفجر)، فأحبّ أن تكون روحانية النبي محمد  في ذلك المجلس، ثم روحانية خلفائه الأربعة والأئمة الأربعة والأقطاب الأربعة والملائكة الأربعة، فبينما هو في أثنائه إذ دخل عليه رجل فشمّر عن أطراف ثوبه كأنه يتخطّى أناساً في المجلس حتى انتهى إلى موضع فجلس فيه، ثم لما تم الورد قام ذلك الرجل فسلّم عليه ثم قال: ماذا صنعت يا مصطفى؟ فقال له: ما صنعت شيئاً، فقال له: ألم ترني أتخطى الناس؟ قال: بلى إنما وقع لي أني أحببت أن تكون روحانية من ذكرناهم حاضرة، فقال له: لم يتخلّف أحد ممن أردت حضوره، وما أتيتك إلا بدعوة، والآن أذن لي في الرحيل، والرجل المذكور هو الولي الصوفي محمد التافلاتي؛ وقد رأى مصطفى البكري النبي محمد في المنام فقال له: من أين لك هذا المدد؟ فقال: منك يا رسول الله، فأشار أن نعم، ولقي الخضر ثلاث مرات.
| ذكر الكثير عن كراماته في الكشف والكلام على الخواطر، وأهمها برأينا أنه كان ينفق الكثير ولا أحد يعلم أن له دخلاً. |
| —ميعاد شرف الدين الكيلاني، الرحلة العراقية (عام 1139 هـ/1726 م)                                                |

وقال المفتي حسن بن علي شمة المكي المصري في كتابه الذي ألفه في مناقب شيخه محمد بن سالم الحفني وعنوانه (منتهى العبارات فيما للأستاذ الحفني من الكرامات): «أخبرني أستاذي عنه (أي عن مصطفى البكري) أنه جمع مناقب نفسه في مؤلف بلغ نحو أربعين كراساً تسويداً في الكامل ولم يتم. قال: وأخبرني من أثق به أنه كان إذا مشى على أرض فرش له بساط من نور يمشي عليه، حتى سار مع بعض أولياء عصره مرة، فخلع ذلك الولي نعله فقال: لم فعلت ذلك؟ قال: أستحي أن أمشي على بساط كرامتك بنعلي».

### توسله بالسيد أحمد البدوي
عند سفره من دمياط إلى يافا عن طريق البحر ركب في سفينة تدعى «الشيطية» وجلس في القمرة التحتية. وقال: «عددت نزولي فيها من الذنوب السوالف، حتى جرى الدمع على الخدود والسوالف، ولقد كنت أتطير من النزول في المغفر، لما أسمع من تعاطيهم المنكر، ولما عرف مستأجر المركب قبطانه فينا، أخذ يلاطفنا ويصافينا، حتى أنه أذاب ماء وسكراً ممزوجاً بماء الليمون، وأتاني به فلم أقبله خوفاً من نجاسة الماعون، فنادى المستأجر وأخبره بطهارته، فأعلمه بعدم شربه، ومن مهارته أمره أن يغسل آنية، وأن يتعاطى تذويب السكر بيده علانية، ففعل كما أمر وجاءني بها الريس، وأظن اسمه عمر، فشربت بعض شربي، حيث طاب قلبي، وصار يتلطف بي، ويدعي ودي وحبي، وأنا بريء منه ومن وداده، وفي غنية عن حبه وانقياده». ونام أول ليلة وهو يأمل سرعة الوصول إلى يافا، فتراءى له في المنام أحد شيوخ دمشق، واسمه: "أحمد سراج"، ونشر أصابعه الخمس، فاستفاق الشيخ البكري مذعوراً، وعلم أن المراد هو الإقامة في البحر خمسة أيام، وأصابه الضيق لطول الإقامة في البحر من أمر النجاسة لأن أهل السفينة كانوا غارقين في شرب الخمر. وفي ليلة الخميس ويومه، طالت محنة مصطفى البكري ومن معه، فتوسل بالسيد أحمد البدوي أن يسوق له صبيحة الجمعة الريح الملائم ليخلص من القبطان وجنوده؛ وجاءه القبطان يشكو قلة الماء، وأقسم بدينه أن الماء لا يكفيه غير اليوم فقط مع التدبير، ولم يبق عنده إلا أواني الخمر. فغضب مصطفى البكري من كلامه وتأثر، وقال للمستأجر (وكان هو الترجمان بينه وبين القبطان): إن الله سيسهل بالفرج ويزول الضيق، فقال له: قل له يأمر الركاب يجتمعوا ويدعوا الله عسى يجيب. فأجابه مصطفى البكري قائلاً للترجمان: قل له إن في هذا اليوم المبارك بعد الظهر بيسير، يأتي الريح وتدخل يافا قبل الغروب، ولا أبات الليلة الداخلة إلا في يافا ذات الوجه النضير. ففهم القبطان ذلك وسرَّ ولم يقطع بقول الشيخ. ولما زالت الشمس هب النسيم، ثم زاد على المعتاد حتى كادت السفينة أن تطير في المسير، وخاف البكري من تأنيب القبطان، لكن بعض وقت قصير ظهر البر وزال الضيق، ووصلوا سالمين.

## حياته ورحلاته
بسبب اندماجه في الطريقة الخلوتية التي تتطلب منه زيارة المُنتسبين لها، ولأجل رغبته في تلقّي العلم، والبحث عن المعرفة، كثُرَت رحلاته إلى بعض البلدان كالعراق، ولبنان، ومصر، والحجاز، وديار بكر. ومن المدن التي أقام فيها فترات طويلة: القدس، ونابلس، ودمشق، وحلب، وطرابلس الشام، وبغداد، والآستانة (اسطنبول)، والقاهرة، وغزة هاشم. وكتب عن سفره كتباً عدة بأسماء رحلاته، وهي كالتالي:

غلاف كتاب (النِّحْلة النَّصريَّة في الرّحلة المِصريَّة)، وهو عبارة عن وقائع رحلة مصطفى البكري من الشام إلى مصر؛ قام بها في أعوام 1720-1721م، والكتاب حائز على جائزة ابن بطوطة لتحقيق المخطوطات 2020م، حققه وقدم له د. محمد فتحي الأعصر، وهو أكاديمي مصري يعمل في الجامعات السعودية، وصدر الكتاب في إطار مشروع «ارتياد الآفاق» الذي يرعاه الشاعر محمد السويدي.

1. تفريق الهموم وتغريق الغموم في الرحلة إلى بلاد الروم.
2. الحلة الفانية رسوم الهموم والغموم في الرحلة الثانية إلى بلاد الروم.
3. الخمرة الحسية في الرحلة القدسية.
4. الخطرات الثانية الأنسية في الرحلة القدسية.
5. الحلة الذهبية في الرحلة الحلبية.
6. كشط الصدى وغسل الران في زيارة العراق وما لها من البلدان.
7. الفيض الجليل في أراضي الخليل.
8. النِّحْلة النصرية في الرحلة المصرية.
9. برء الأسقام في زيارة برزة والمقام من مزارات الشام.
10. ورد الإحسان في الرحلة إلى جبل لبنان (حلة الأردان في الرحلة إلى جبل لبنان).
11. لمع برق المقامات العوال في زيارة سيدي حسن الراعي وولده عبد العال.
12. الحلة الحقيقية لا المجازية في الرحلة الحجازية.
13. الحملة الرضوانية الدانية في الرحلة الحجازية الثانية.
14. الرحلة الثانية المصرية الحجازية الشامية ذات الامدادات النهرية الإنجازية الانعامية.

وقد أهتم منذ أن حصل على البيعة من شيخه عبد اللطيف الحلبي بزيارة الأماكن المقدسة ومقامات الأولياء والصالحين، فمن الأماكن التي زارها في شبابه (1122 هـ / 1710 م) قرية برزة في غوطة دمشق التي يوجد فيها مقام منسوب للنبي إبراهيم المولود فيها حسب بعض الروايات، وسجل تفاصيل رحلته في رسالة قصيرة أسماها: (برء الأسقام في زيارة برزة والشام). وتوجه في العام نفسه (1122 هـ /1710 م) إلى مدينة بيت المقدس، وزار قرية دير غسان. وكان من ضمن أسباب زيارته هو نشر الطريقة الخلوتية في القدس بشكل خاص وفلسطين بشكل عام، وقد استغرقت رحلته إلى القدس سبعة أشهر، وسجل أحداث الرحلة في رسالة سمَّاها: (الخمرة الحسية في الرحلة القدسية) وقد جاء في مقدمتها: «طال ما كانت تتوجه بي الهمة، وتقلقني الأشواق بعزمة أثر عزمة إلى زيارة بيت القدس الشريف الذي مناره عال غالٍ منيف، لا زال محفوفاً بألطاف اللطيف، فكان ذلك في يوم الخميس الذي هو من شهور عام اثنين وعشرين ومائة وألف. وفيه شرعت بحول طول المعين في رحلة تجمع ما يمنحه المتين، وسميتها بالخمرة الحسية في الرحلة المقدسية». وألف في فترة تواجده في القدس مجموعة أوراد لأتباعه ومُريديه أطلق عليها اسم: (الفتح القدسي والكشف الأُنْسي) ويُعرف بورد السَحَر، وهو ورد يقرؤه آخر الليل كل مريد لطريقته وأمر جماعته بقراءته.

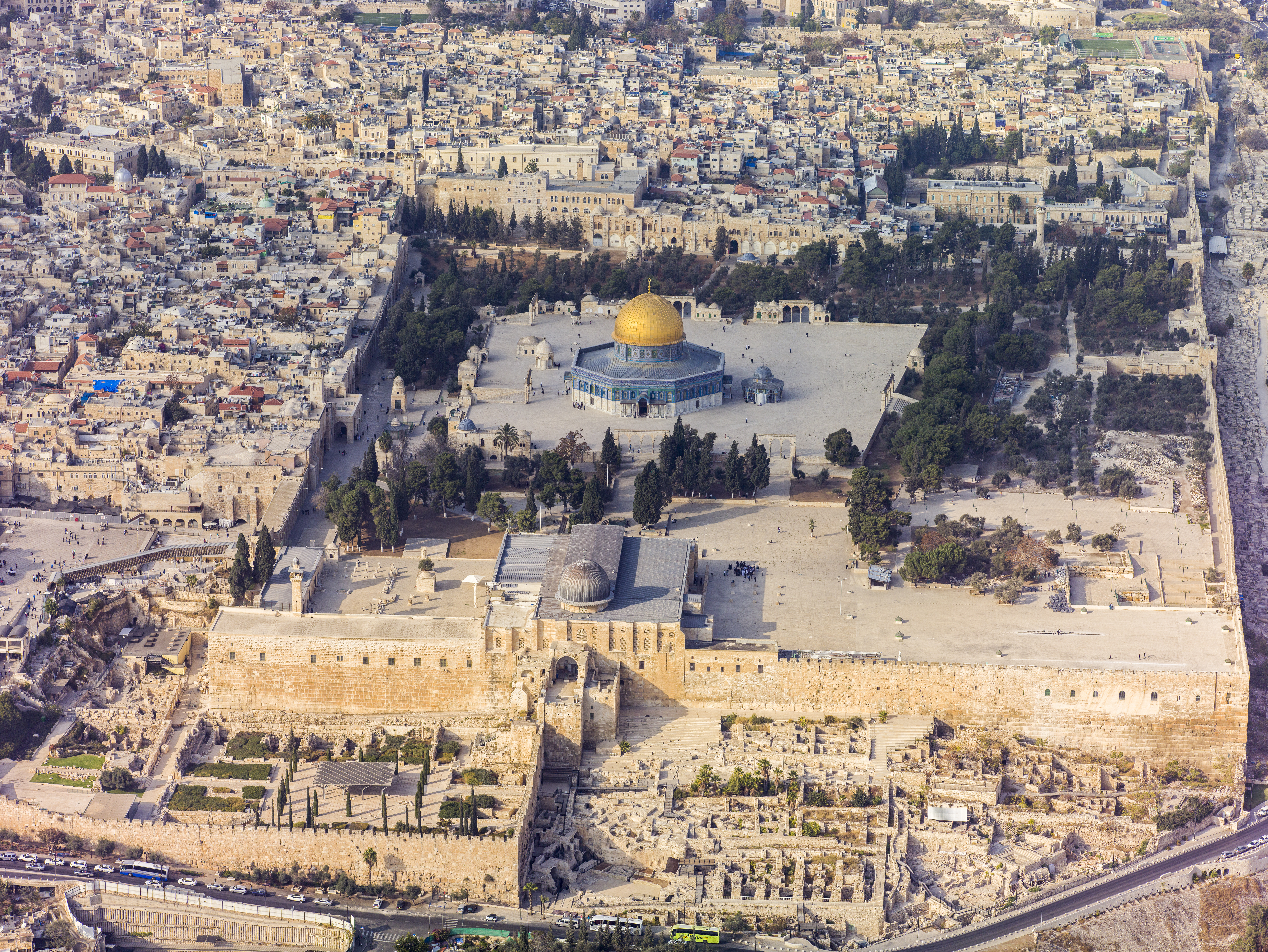
ألقى الشيخ مصطفى البكري الدروس في المسجد الأقصى في خلوة يقام فيها الذكر والتهليل ودروس في العلم.

بعد أربع سنوات من زيارته الأولى قام بزيارته الثانية سنة 1126 هـ / 1714 م، وسجل أحداثها في رسالة عنوانها: (الخطرات الثانية الأنسية للروضة الدانية القدسية)، وقد زار مصطفى البكري بيت المقدس أكثر من مرة، وكان يغتنم فرصة زيارته باصطحاب أتباعه المنتسبين للطريقة الخلوتية إلى بعض الأماكن المقدسية حول القدس وفي سائر فلسطين، منها على سبيل المثال: مقام النبي موسي، والحرم الإبراهيمي في مدينة الخليل، ومقام النبي العزيز في العيزرية، والنبي داود، ومقام النبي شمويل، وعلي بن عليل القريب من يافا، ومقام حسن الراعي (أي راعي أغنام النبي موسى) وولده عبد العال قرب مدينة أريحا، حيث سجل رحلته تحت عنوان: (لمع برق المقامات العوال في زيارة سيدي حسن الراعي وولده عبد العال).
ثم عاد إلى دمشق وأقام بها، ثم توجه منها إلى حلب، ومنها إلى بغداد وأقام بها نحو شهرين، وفي أثناء إقامته فيها قام بزيارة ضريح عبد القادر الجيلاني (ت 561 هـ)، ثم رجع وتوجه إلى زيارة إبراهيم بن أدهم (ت 161 هـ)، ثم تنقل بعد ذلك للسياحة في بلاد الشام لأجل زيارة من بها من الأولياء، ثم رجع إلى القدس وعمّر به الخلوة التحتانية وهي التي تنسب إليه وبها تقام الأذكار والأوراد، ولها تعيين من خبز وأكل على تكية السلطان لمن أقام بها. وفي جمادى الثانية سنة 1129 هـ رجع إلى دمشق واجتمع بالإمام محمد بن أحمد التافلاتي، وكان تقدم اجتماعه به في طرابلس الشام. وفي شهر رمضان عَزم عمه محمد أفندي البكري على الحج فتوجه معه، وخرج معه إلى أن عاد إلى الشام، وكان عمه وعده بتزويج ابنته فلم يتيسر ذلك، ثم رحل إلى القدس وأقام بها وتزوج هناك من فتاة مقدسية إلى أن قدم والي مصر من جهة دمشق لزيارة بيت المقدس وهو الوزير رجب باشا فزار مصطفى البكري وصار محباً له واصطحبه معه إلى مصر، وأقام بها مدة وأخذ عنه العلم تلاميذ كُثر، أبرزهم محمد بن سالم الحفني.
لما دخل القاهرة، رأى فيها أشياء كثيرة لم يرها في غيرها من المدن، فقال عنها كما قال الإمام الشافعي: «كنت أظن أن مصر في الدنيا، فرأيت الدنيا في مصر». وأول ما ابتدأ به من الزيارات مقام السيدة نفسية، ومنه إلى مقام الإمام الشافعي، ثم عطف بعد ذلك على زيارة شيخ الإسلام زكريا الأنصاري، ثم زار مقامات أسلافه السادة البكرية، ووقف قبالة القطب محمد بن أبي الحسن البكري وقرأ سورة الفاتحة. ثم بعد ذلك ذهب لزيارة الليث بن سعد وزار بعد ذلك عدد كبير من قبور الصالحين والأولياء في القرافة، ثم توجه لزيارة الحسين بن علي، ثم زار مقام الشيخ عبد الوهاب الشعراني، وكرر له الزيارة، ثم زار مقام الشيخ محمد الكردي، ثم توجه بصحبة الشيخ محمد الخليلي إلى جامع عمرو بن العاص ورأى في الجامع مصحفين ينسبان للإمامين عثمان بن عفان وعلي بن أبي طالب، وقال: «إنه بالبُعد عن المدينة، اضمحلت بعض رسومه المتينة»، وصعد المنبر، فوعظ وسار بعد ذلك إلى مصر العتيقة. وقال أنه لو أراد سرد عدد من زارهم في القرافتين وقبور المجاورين، لاحتاج إلى وقت طويل. ثم بعد ذلك توجه لزيارة السيد أحمد البدوي مع الشيخ محمد بن سالم الحفناوي وأخيه يوسف وآخرون، ثم ذهب إلى شربين وقام بزيارة مقام شمس الدين محمد الشربيني. ثم توجه إلى دمياط وأقام هناك في جامع البحر وأخذ العلم عن الشمس محمد البديري الشهير بابن الميت، وقرأ عليه الكتب الستة وأجازه إجازة عامة بسائر مروياته وتأليفاته، وبعد أن زار المقامات فيها توجه للسفر إلى يافا عن طريق البحر، وأقام بها خمسة عشر يوماً ومنها إلى حمص ومنها إلى حماة ونزل في بيت يس القادري الكيلاني شيخ السجادة القادرية بحماة فأخذ عنه الطريقة القادرية ومنها رحل إلى حلب وأخذ العلم عن جماعة منهم الشيخ أحمد خطيب الخسروية الشهير بالبني. ثم توجه إلى دار السلطنة العليا القسطنطينية وتنقل في كثير من المدارس والأماكن معتكفاً على التأليف، وكان كلما سكن في جهة وشاع خبره فيها وقصده أهلها يرتحل إلى جهة أخرى أبعد ما يكون عنها. وفي سنة 1137 هـ أخذ العهد على جميع طوائف الجان أن لا يؤذوا أحداً من مُريديه، الآخذين عنه أو عن ذريته، بمشهد كان فيه الشيخ التافلاتي وغيره من المُريدين.

الحُلَّة الذهبية في الرحلة الحَلبية: رحلة الشيخ البكري من حلب إلى القدس عام 1128هـ/1716م.

ثم اشتاق إلى رؤية أهله فتوجه إلى أُسكُدار في محرم سنة 1139 هـ، ودخل حلب في صفر ونزل الخسروية مجاوراً للشيخ أحمد البني. ثم توجه للعراق فوصل بغداد في آخر جمادى الأولى ونزل في التكية القادرية، ولم يدع مزاراً إلا وزاره. وجاءه في أثناء ذلك رسالة مكتوبة من شيخه عبد الغني النابلسي يحثه فيها على العودة للشام لأجل والدته. ووصل الموصل في صفر ومنها إلى حلب، فنزل في الخسروية في خلوة الشيخ أحمد البني وكان يقيم فيها الأذكار، وهذه هي الفترة التي ألف فيها شرح حزب الإمام النووي (ت 676 هـ) شارح صحيح مسلم وصاحب (بستان العارفين). وفي شوال سنة 1140 هـ توجه إلى دمشق ونزل في دار الشيخ إسماعيل العجلوني الجراحي، وبعد انتهاء مدة أيام الضيافة نزل حجرته في المدرسة البادرائية (أو الباذرائية)، ولم تطل إقامته بها، فرحل متوجهاً إلى أراضي القاع العزيري وبلاد صفد، وفي أوائل ذي الحجة سنة 1140 وُلد ابنه محمد كمال الدين، وأرخ مولده بقوله:
أقام في القدس إلى أن دخل شوال سنة 1145 هـ فعزم على الحج وتوجه مع رفقائه منهم حسن بن الشيخ مقلد الجيوشي، ومنها إلى المدينة المنورة ثم إلى مكة المكرمة وقضى مناسك الحج. وصَحِبه إلى القدس الشيخ محمد بن أحمد الحلبي المكتبي ومكث عنده نحو أربعين يوماً وأجاز له بالبيعة للغير وأقامه خليفة. وفي سنة 1148 هـ سافر إلى بلاد الروم فمر على صفد ومنها على دمشق، ووصل دار السلطنة في جمادى الأولى وأقام فيها يجتمع بأصحابه. ثم توجه إلى الإسكندرية بحراً ومنها إلى القاهرة. وبعد أن استوفى الزيارات بمصر قصد الشام فدخل بيت المقدس ولم تطل إقامته فعزم على الحج سنة 1149 هـ وفي أثناء رحلته إلى الحج توجه إلى مصر وصحبه جمع كثير وظهرت كلمته فيها. ولما وصل عدد تلاميذه إلى مائة ألف أمر بعدم كتابة أسمائهم وقال: هذا شيء لا يدخل تحت عدد. ثم حج ورجع إلى دمشق وكان وليها في ذاك الوقت سليمان باشا العظمي، ولما وصل إلى دمشق نزل قرب الخانقاه السميساطية، ثم ذهب إلى ديار بكر وأقام بها ثمانية أشهر، ثم إلى نابلس فمكث بها أحد عشر شهراً.
في سنة 1152 هـ توجه إلى القدس وظل بها إلى سنة 1160 هـ ثم توجه إلى مصر فاستأجر له محمد بن سالم الحفني (أو الحفناوي) داراً قرب الجامع الأزهر بأمر منه بذلك، وأقام هناك إلى أن دخل شوال سنة 1161 هـ فعزم على الحج. وفي ربيع الثاني سنة 1162 هـ مرض وأصيب بحمى شديدة إلى أن مات.
وقد قضى البكري شطراً من حياته في ربوع بيت المقدس، وأقام فيها مدة طويلة حتى عدَّ بعض مؤرخو سيرته القدس بلده في حال إيابه إليه من رحلاته. وقد أثمرت زيارته لها وإقامته فيها عن انضمام العشرات من أهل القدس للخلوتية، من أبرزهم: الحاج علي شعال السلطانية، والحاج محمد نسيبه، ومحمد الطواقي، والشيخ يحيى الدجاني، وعلم الدين العلمي، والشيخ محمد بن أحمد الحلبي المكتبي الذي نصبه خليفة له في القدس وأذن له بالمبايعة، وكان قبل ذلك قد نصب الشيخ محمد بن سالم الحفني خليفة له في الديار المصرية حيث كان له دور كبير في انتشار الخلوتية وازدهارها في مصر في القرن الثامن عشر الميلادي.

### الرحلة العراقية
كان هدفه الأساسي من رحلته إلى العراق هو زيارة مراقد وأضرحة الأولياء والصالحين، ونشر الطريقة الخلوتية هناك. وخلال تواجده في العراق كان يمنح إجازاته الصوفية لصلحاء القوم أو ممن يتوسم فيهم خيراً لهذه الطريقة، وقد منح عدداً من هذه الإجازات في العراق لمشايخ وعلماء كبار، وكانت إجازته من ثلاثة أصناف، وهي كالتالي:
1. بالطريقة الخلوتية الصوفية.

الرحلة العراقية (عام 1139 هـ / 1726 م) كشط الصدأ وغسل الران في زيارة العراق وما والاها من البلدان؛ وهو كتاب في أدب الرحلات من تأليف مصطفى البكري، جمع فيه توثيقات مهمة لتاريخ العراق وخاصة في مشاهداته لمراقد الأولياء وجوامع بغداد.

2. بمؤلفاته ومؤلفات من أجازه بمؤلفاته وخاصة للشيخ عبد الغني النابلسي.
3. بأسانيد الحديث، وخاصة حديث المصافحة للنبي ، منحها للشيخ عبد الله السويدي العباسي المفتي.

لا تخلو الرحلة من تحصيل الاطلاع على مؤلفات العلماء، والاستماع إلى الشروح ونوادر الأخبار ونفائسها، وخاصة كرامات الأولياء وأقوالهم ومؤلفاتهم، مثلما وجد ذلك في استفساره من الشيخ عبد الله العيدروسي عن كرامات ومؤلفات عبد الرحمن العيدروسي وغيره كثير. وبالرغم من كون الرحلة ركزت على جانب مراقد ومشاهد الأولياء والعلماء والمشايخ، إلا أنها عرجت على جوانب علمية واجتماعية وسياسية، خاصة وأنها كانت على امتداد العراق من الموصل إلى البصرة مروراً ببغداد، وكذلك في العودة. وسجلت هذه الرحلة لقطات بعضها مجهول، وبعضها غامض. ومن ذلك ما يلي:
- تعيينه لقبر منصور بن عمار.
- تعيينه لموقع قبر الشيخ على بن الهيتي (ت 564 هـ) الواقع مقابل مرقد حذيفة بن اليمان في المدائن عبر الشط. وهذه المنطقة كانت تسمى زريران في العهد العباسي، وهذا المرقد مجهول الموقع تماماً بالرغم من كون دفينه من كبار مشايخ الصوفية في العراق. قال عنه ابن الوردي في تاريخه: «وكانت له كرامات ظاهرة وأفعال خارقة، وهو أحد من تذكر عنه القطبية، وأحد الأربعة الذين تسميهم مشايخ العراق البروة على معنى أنهم يبرؤن الأكمه والأبرص، وهم الشيخ عبد القادر الجيلي، والشيخ علي بن الهيتي، والشيخ بقاء بن بطو، والشيخ أبو سعد القليوبي».[112]
- إشارته لمسجد محمد الكازروني وهو من مساجد بغداد القديمة، لم يوثق في المصادر المتوفرة، وقد عين موقعه ومكانه في (الميدان) من بغداد.
- زيارته لتكية صوفية من إنشاء والي بغداد بقرب مرقد زمرد خاتون، فيها طلاب ودارسون، ولم تكن قد سجلت في هذه الفترة.
- زيارته لقبر ذي النون المصري وهي أول إشارة إلى هذا القبر تاريخياً.
- إشارته لمرقد الشيخ عبد الله القريب من السراي، والذي يعتقد أنه دفين جامع الملك، والذي لم يكن يعرف سابقاً هوية دفينه.
- كشفه لهوية منشئ جامع الحاج فتحي، والذي كان تكية قادرية سابقاً ببغداد.
- ذكره لأسماء عدد كبير من علماء بغداد ومدن العراق لم تذكرهم المعاجم والفهارس والمصادر، مثل الشيخ يونس مفتي بغداد، والشيخ إسماعيل مفتي الحلة.

## شعره ومقاماته
ذكر المؤرخ محمد خليل المرادي في (سلك الدرر في أعيان القرن الثاني عشر) أن له سبعة دواوين، وألفية في التصوف، وتسعة أراجيز في علوم الطريقة. قال المرادي: "وله نظمٌ كثير، وقصائد جمة خارجات عن الدواوين، تُقارِب اثني عشر ألف بيت". وقال أيضاً: "وقد وقفت له على قصيدة، فوجدتها فائقة فريدة، ضُمِّن فيها البيت المشهور:
لكن الدواوين التي أشار إليها المرادي لم تصل إلينا، ولعلّه لم يبقَ منها إلا ديوانان، هما:
1. ديوان الروح والأرواح وعنوان الروح والأرواح، وضعه سنة 1151 هـ، وذلك بعد رجوعه من الحج إلى الشام، ويغلب عليه الطابع الصوفي.
2. منحة الوصول في مدح الرسول، ويُسمّى أيضاً: (رشحة الصفا في امتداح المصطفى).

من شعره في وصف المسجد الأقصى:
وأنشد من (الكامل) أبياتاً لأتباعه في أثناء زيارته لمقام منسوب للنبي إبراهيم في قرية برزة القريبة من دمشق:
ويقول في وصف مدينة جنين:
أما مقاماتُه فإن له اثنتي عشرة مقامةً، منها: المقامة الرومية والمدامة الرومية، والمقامة العراقية والمدامة الأشرافية، والمقامة الشامية والمدامة الشافعية، والصمصامة الهندية في المقامة الهندية. وهذه المقامات في غاية الفصاحة وفي أعلى مقام البلاغة، حتى مدح بعضها الأديب الشيخ عبد الله بن مرعي قائلاً:
وقال يوسف الحفني صاحب حاشية الأشموني، وهو أخو محمد بن سالم الحفني:

## مؤلفاته
ذكر محمد خليل المرادي أن مجموع كتبه ورسائله بلغت 222 مؤلفاً، وذكر الجبرتي أن مؤلفاته تُقارب المئتين، وأحزابه وأوراده أكثر من ستين، وذكر حسن عبد اللطيف الحسيني في (تراجم أهل القدس) أنها مئة مصنف، وقد ذكر مصطفى البكري مؤلفاته بنفسه في أرجوزة اسمها: (نفح نسائم الأسحار بفحيح جسايم الأسحار) وهي تقع في 34 ورقة، وفي هوامش هذه المنظومة يُورد أسماء عناوين 125 مؤلفاً من مؤلفاته من رسائل وكتب ومنظومات، أرقامها مسلسلة، مع تاريخ تأليفها، وأوصلها أحد الباحثين إلى 116 مؤلفاً. وله اثنتا عشر مقامة، وحوالي اثنتا عشرة رحلة، وسبعة دواوين شعرية، وتسع أراجيز في علوم الطريقة وغيرها كثير. وقد أوقف كتبه في حياته على زاوية آل أبي السعود جوار المسجد الأقصى، إلا أن الأيدي تناثرتها، واليوم توجد كتبه في متاحف الغرب وغيرها.
شملت مصنفاته علوماً شرعية متنوعة في الفقه والتفسير والحديث النبوي والتصوف الإسلامي، إضافة إلى العلوم اللغوية والأدب العربي، وكتب التراجم والرحلات، والمدائح النبوية، والأدعية والابتهالات، مع غلبة الطابع الديني الصوفي العرفاني على مؤلفاته. وقد ذكر الباحث فالح البكور في مقدمة تحقيقه لكتاب (الدر الفائق في الصلاة على أشرف الخلائق) ترجمة للشيخ مصطفى البكري، أورد فيها أسماء 185 مؤلفاً له. ونقل جميل بن مصطفى العظم في كتابه (عقود الجوهر في تراجم من لهم خمسون تصنيفاً فمئة فأكثر) أسماء عدد كبير جداً من مؤلفاته، مُرتَّبة ترتيباً أبجدياً، من ترجمته التي جمعها ابنه كمال الدين. ومن مؤلفاته ما يلي:

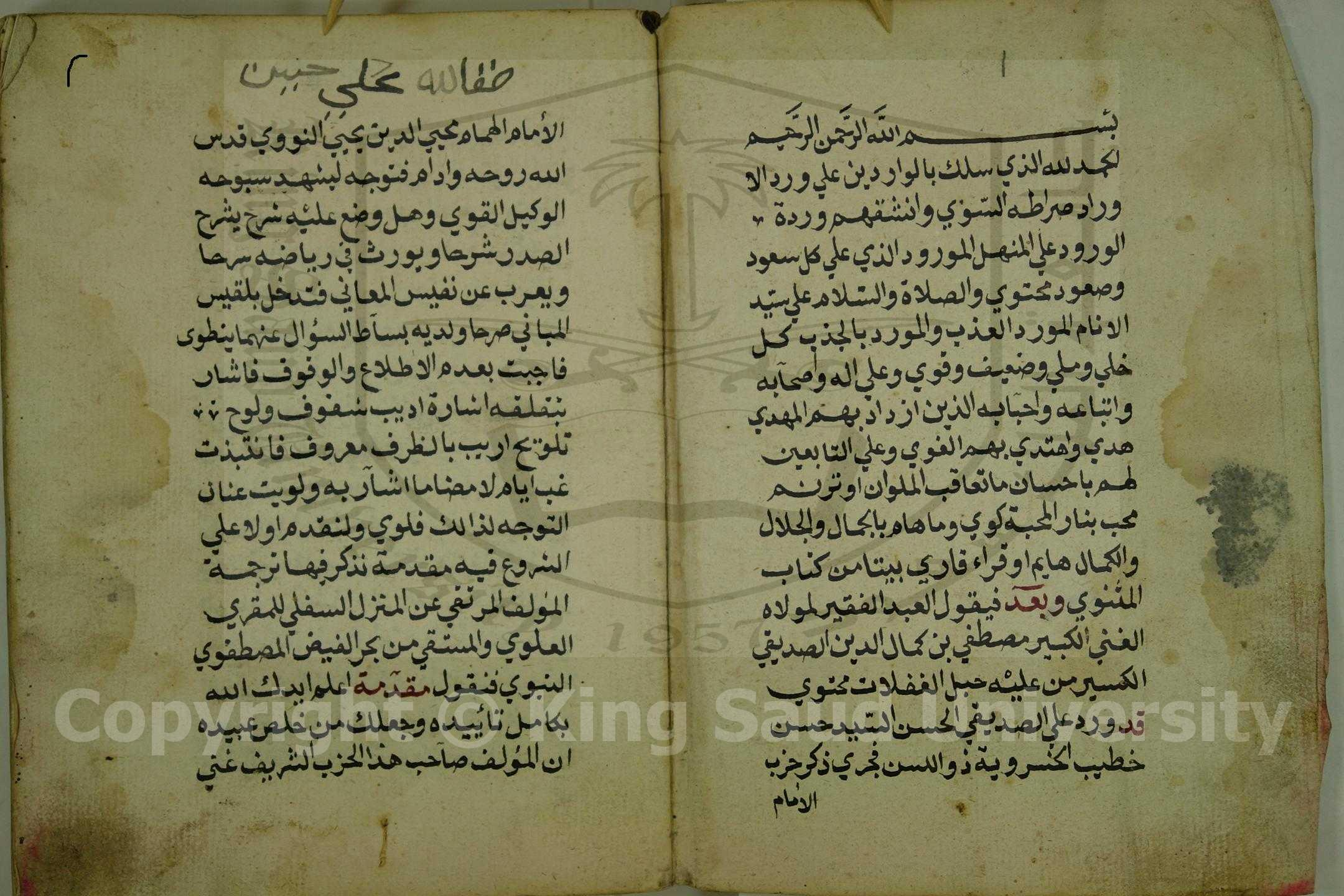
مخطوط شرح حزب الإمام النووي، المسمى (المطلب التام السوي على حزب الإمام النووي) محفوظ بمكتبة جامعة الملك سعود بالرياض.

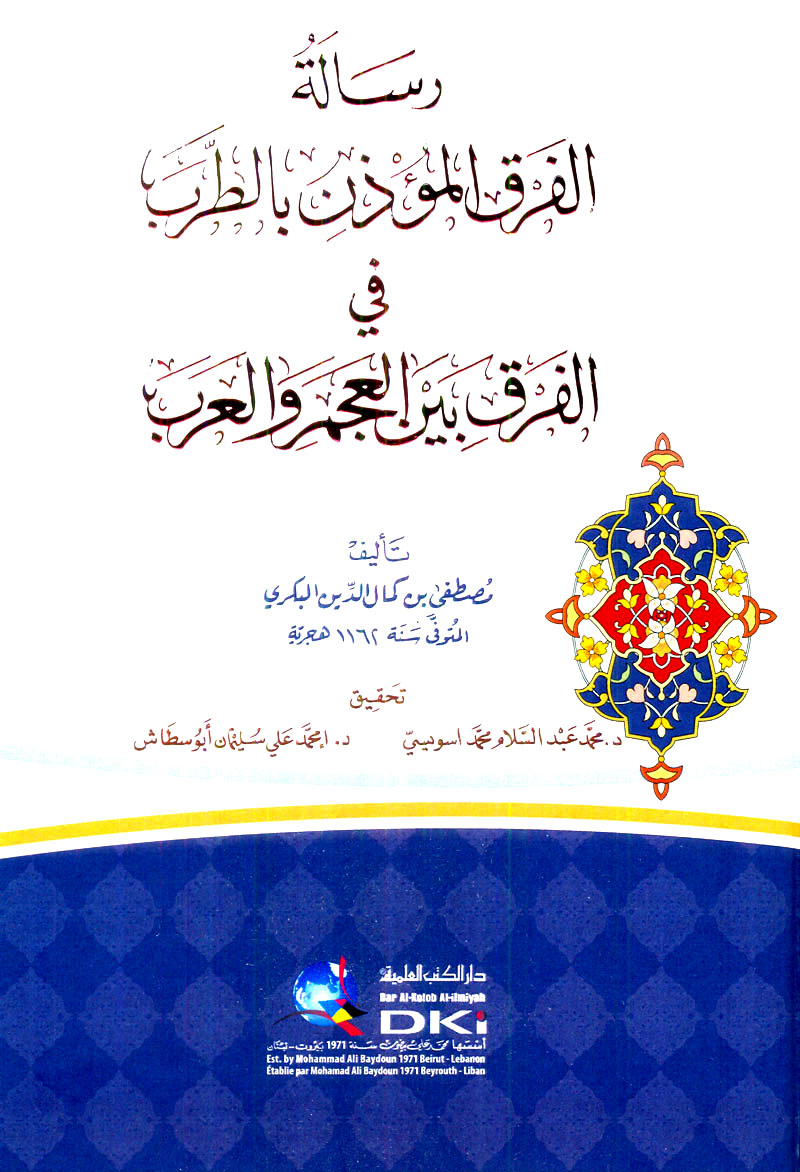
كتاب: (رسالة الفرق الـمؤذن بالطرب في الفرق بين العجم والعرب) للإمام مصطفى بن كمال الدين البكري (ت 1162 هـ)، تحدث فيه عن نسب النبي محمد وأصله وشمائله وصفاته، ونبذة في فضل أهل بيته، ونسب أمه آمنة بنت وهب، ونسب العشرة المبشرين بالجنة، ونسب العرب والفرق بينهم وبين العجم.

| - الدر الفائق في الصلاة على أشرف الخلائق. - الذخيرة الماحية للآثام في الصلاة على خير الأنام. - الألفية الصوفية: المُسماة (الألفية الوفية للسادة الصوفية). - السيوف الحداد في أعناق أهل الزندقة والإلحاد. - الصلوات الهامعة بمحبة الخلفاء الجامعة (بالتركية: Hz. Peygamber'in Dilinden Dört Halifesi ve Ashabı). تُرجم إلى اللغة التركية بواسطة علي فكري يافوز، وطُبع في إسطنبول لأول مرة سنة 1967م. - الكأس الرائق في سبب اختلاف الطرائق. - الكلمات الخواطر على الضمير والخاطر. - العرائس القدسية المفصحة عن الدسائس النفسية. - المورد العذب لذوي الورود في كشف معنى وحدة الوجود. - تسلية الأحزان وتصلية الأشجان. - الورد المنهول الأصفى في مولد الرسول المصطفى. - المولد الروي في المولد النبوي. - نظم الشمائل النبوية: المسمى (غرة الغرر في حلية المختار أشرف البشر). - بلوغ المرام في خلوة خلوتية الشام. - النصيحة السنية في معرفة آداب كسوة الخلوتية. - الوصية الجلية للسالكين طريقة الخلوتية. - سبيل النجا والإلتجاء في التوسل بحروف الهجاء. - المطلب التام السوي شرح حزب الإمام النووي. - شرح على حزب الإمام الشعراني. - شرح على رسالة الشيخ أرسلان الدمشقي. - الهبات الأنورية شرح الصلاة الأكبرية. - رسالة الفرق المؤذن بالطرب في الفرق بين العجم والعرب. قال عنه العجلوني في (كشف الخفاء ومزيل الإلباس): «والأخبار كثيرة في حب العرب. وقد أفردها بالتأليف جماعة منهم: الحافظ العراقي، ومنهم صديقنا الفاضل السيد مصطفى البكري لازالت علينا عوائد إفضاله تجري، فإنه ألف في ذلك رسالة نحو عشرین کراساً، جمعت غرر الفوائد وجواهر القلائد». - الرحلة العراقية (عام 1139 هـ/1726 م) كشط الصدأ وغسل الران في زيارة العراق وما والاها من البلدان. - الروضات العرشية في الكلام على الصلوات المشيشية. | - الفتح القدسي والكشف الأُنْسي والمنهج القريب إلى لقاء الحبيب، ويُسمى: ورد السحر، وعليه ثلاثة شروح للمؤلف، وهي: 1. الضياء الشمسي على الفتح القدسي. 2. اللمح الندسي على الفتح القدسي. 3. المنح الأنسي على الفتح القدسي. - البيان الغني عن التهذيب في سني أحوال المجاذيب. - الفتح الجديد والمنهج القريب. - الورد الأسنى في التوسل بأسمائه الحسنى. - التوسلات المعظمة بالحروف المعجمة. - التوجه الوافي والمنهل الصافي. - الابتهالات السامية في الدعوات النامية. - الفيض الوافر والمدد السافر في ورد المسافر. - أوراد سبعية نهارية. - منظومة في الاستغفار. - الفيوضات البكرية على الصلوات البكرية. - العدة العمدة المخلصة من كل شدة. - العِقد النضيد المشيد الحجة على القصيدة المسماة بالمنفرجة. - اقتحام لجة اللآلي في الكلام على منفرجة الغزالي. - رفح الستر والردى على قولِ العارف: أَرومُ وقَدْ طالَ المدَى. - مقامات البكري. - قصيدة في مدح إبراهيم الدسوقي. - لمع برق المقامات العوال في زيارة حسن الراعي وولده عبد العال. - اللمحات الدانقات للتدهيش على معاني صلوات ابن مشيش. - كروم عريش التهاني في الكلام على صلوات ابن مشيش الداني. |

## أقوال العلماء والمؤرخين عنه

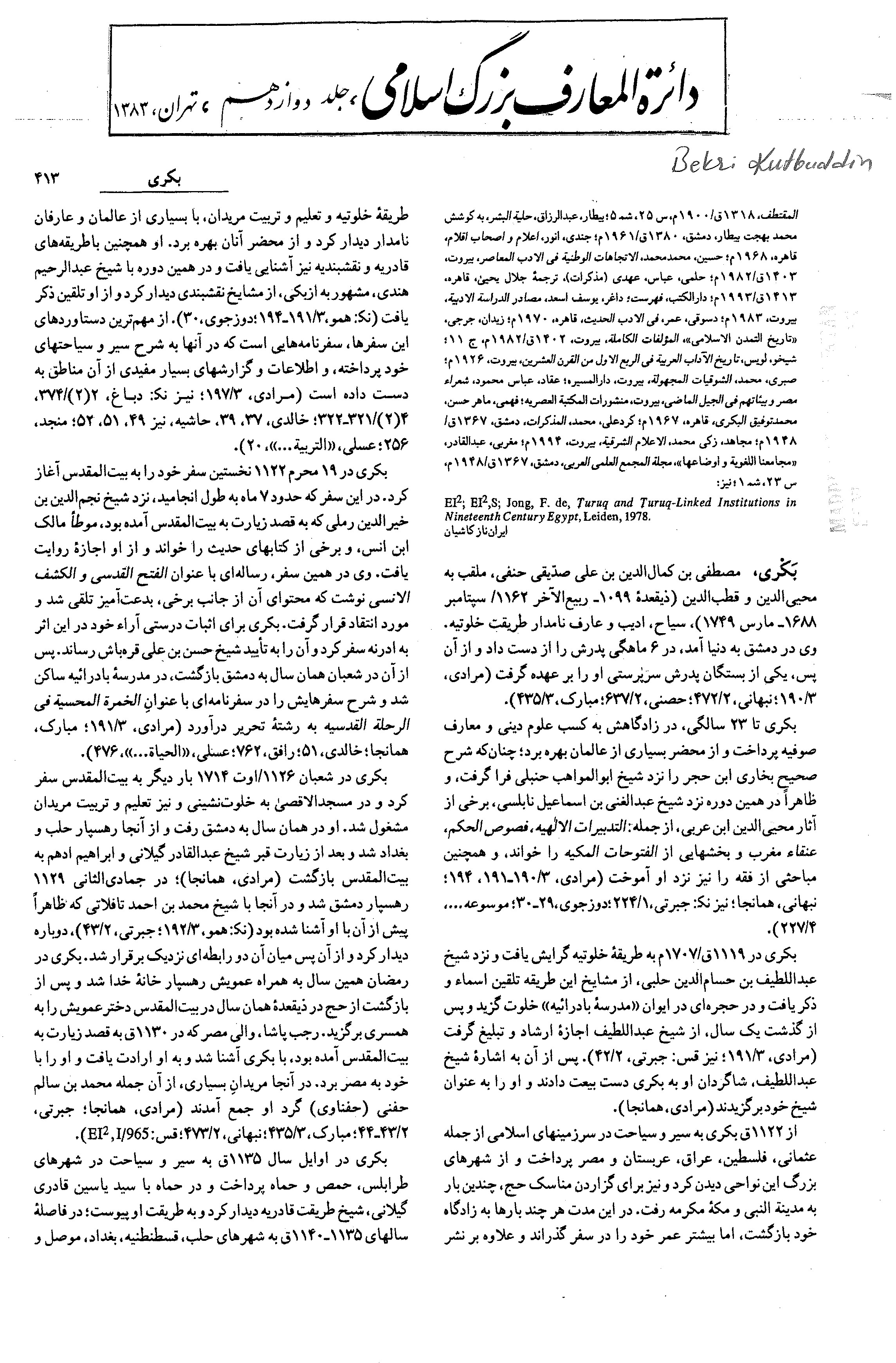
ترجمة مصطفى البكري باللغة الفارسية في دائرة المعارف الإسلامية الكبرى بطهران.

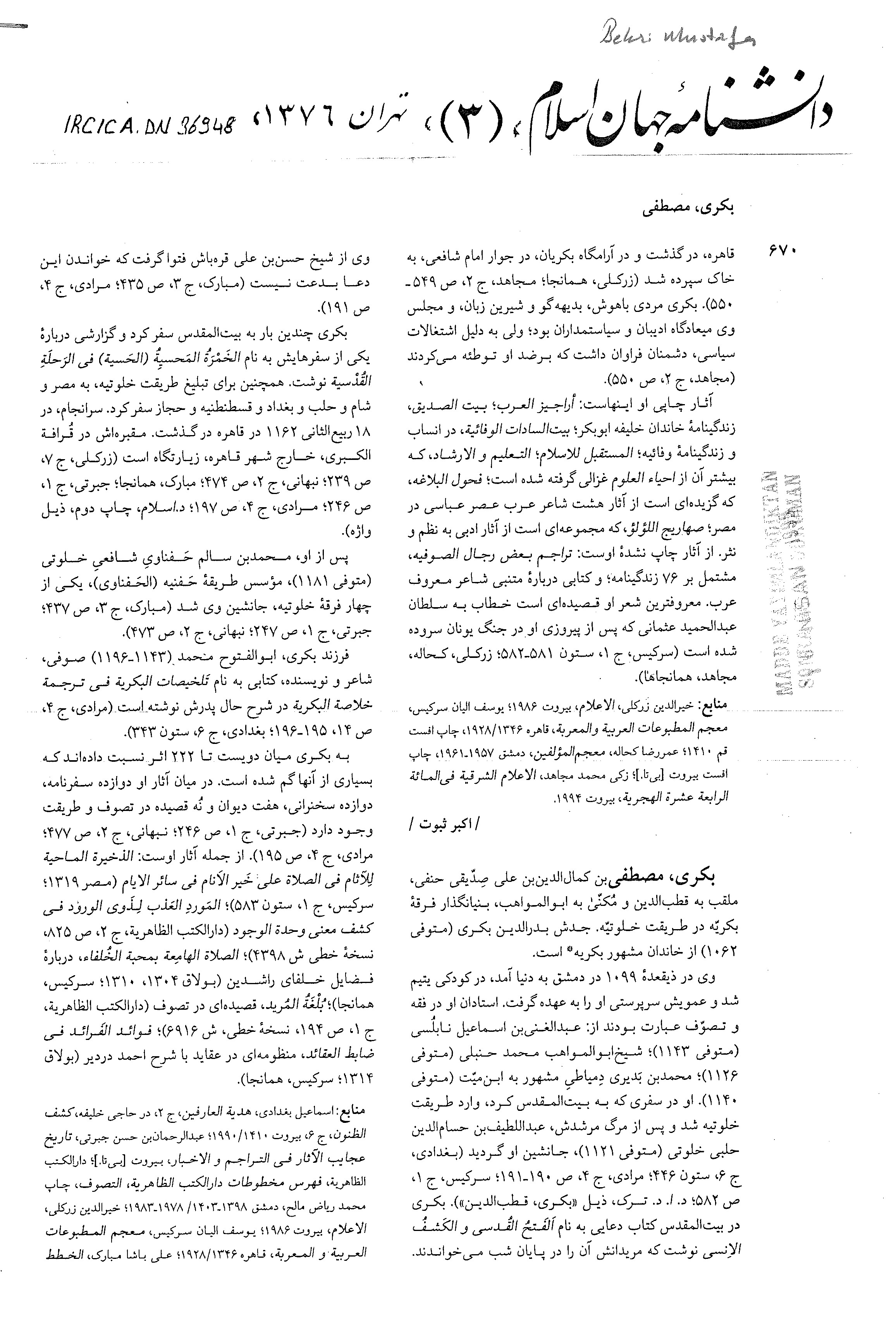
ترجمة مصطفى البكري باللغة الفارسية في موسوعة العالم الإسلامي بطهران.

أثنى عليه عدد من العلماء والمؤرخين من أساتذته ومعاصريه ومن جاء بعدهم، منهم على سبيل المثال وليس الحصر:
أشاد به شيخه عبد الغني النابلسي في منظومته المسماة (النسبة)، والشيخ محمد التافلاتي، والبديري الدمياطي المعروف بابن الميت، والرحالة مصطفى أسعد اللقيمي الدمياطي الذي استضافه في منزله حين قدم إلى القدس، وصفه في رحلته المسماة (موانح الأنس في رحلتي لوادي القدس) بقوله: «فنزلنا منزل قطب دائرة الأملاك الحسينية، واسطة عقد العصابة الهاشمية، خلاصة السادة الأشراف وصفوة بني عبد مناف، من فاق بحُسن سيرته النجوم الزواهر، وبجميل طلعته البدور النواضر، الراسخ في العلم الإلهي، المكاشف عن أسرار الحقائق كما هي، أستاذ كل أستاذ، وملاذ كل ملاذ، مولانا السيد مصطفى البكري الصديقي، قدس الله سره الشريف». وأضاف اللقيمي قائلاً: «فإن أستاذنا المذكور قدس الله سره الشريف بمظهر من الجمال في أرفع محل منيف، مع لطف بلغ غاية الكمال، وحسن خلق وفضل وأفضال، فوا النجم إذا الهوى، أنه لجميع المحاسن قد حوى، وهو الذي يقتدي به المقتدون، وبسمته يهتدي المهتدون»، ثم أنشد مادحاً:
وقد وصفه عبد الحي الكتاني في (فهرس الفهارس) بأنه «شيخ المشايخ والمحققين».
أما تلميذه حسن بن عبد اللطيف الحسيني فقد ترجم له في كتابه (تراجم أهل القدس في القرن الثاني عشر) منوهاً على عظم قدره وعلمه قائلاً إنه: «طود الشريعة، بحر الحقيقة، علم الطريقة، جمع بين العلم والعمل، وجانب الراحة والكسل، قطب الوقت والزمان، فرد العهد والأقران». وأضاف: «وبالجملة فقد كان آية الله في هذا الإقليم الشريف، وعَلَماً من أعلام الهدى المنيف، تشد إليه الرحال، فإنه من أعلى الرجال، محمدي الأخلاق، طيب الأعراق، لا يعرف الإمساك، ولا يألف إلا الإنفاق».
أما المرادي فقد وصفه في سياق ترجمته له في كتابه (سلك الدرر في أعيان القرن الثاني عشر) بأنه: «الأستاذ الكبير، والعارف الربّاني الشهير، صاحب الكشف، والواحد المعدود بألف، كان مغترفاً من بحر الولاية مقدماً إلى غاية الفضل والنهاية، مستضأ بنور الشريعة، رطب اللسان بالتلاوة، صاحب العوارف والمعارف، والتآليف والتحريرات والآثار التي اشتهرت شرقاً وغرباً، وبعد صيتها في الناس عجماً وعرباً، أحد أفراد الزمان وصناديد الأجلاء من العلماء الأعلام والأولياء العظام، العالم العلامة الأوحد أبو المعارف قطب الدين».
ووصفه الجبرتي بأنه: «هو الأستاذ الأعظم، قدوة السالكين، وشيخ الطريقة والحقيقة، ومربي المريدين، الإمام المسلك الخلوتي». وقال: «إنه عرضت عليه (قطبانية الشرق) فلم يرضها زهداً وتواضعاً».
وأشاد به تلميذه محمد بن أحمد السفاريني قائلاً: «أعجوبة الزمان ونادرة الدهر والأوان، صاحب المقامات الباذخة، والقواعد الراسخة، والتجليات الفاخرة، والأحوال والتجليات السافرة، والعلوم الزاخرة والفهوم القاهرة، والكرامات الظاهرة، والأحوال الباهرة، والتآليف السائرة والتصانيف الدائرة».

الصفحة الأولى من مخطوط (دلائل القرب ووسائل إطفاء الغضب) لمصطفى البكري، محفوظ في مكتبة السليمانية بإسطنبول، قسم حاجي محمود أفندي؛ يظهر فيه ثناء الناسخ عليه بوضوح حيث وصفه بـ«سيدنا ومولانا وشيخنا وقدوتنا وملاذنا قطب دائرة الوجود على التحقيق، خلاصة آل عتيق، نخبة شجرة بني الصدّيق، ذو المشرب العبيق، والنسب الرفيع العريق، سبط الحسنين الأحسنين».

وقد عُرف مصطفى البكري بسخائه وكرمه، فوصفه الشيخ حسن بن علي شمة المكي المصري قائلاً: «وكان أكرم من السيل، وأمضى في السر من السيف، وأوتي مفاتيح العلوم كلها حتى أذعن له أولياء عصره ومحققوه في مشارق الأرض ومغاربها، وأخذ على رؤساء الجن العهود وعم مدده سائر الوجود».
ووصفه جميل بن مصطفى العظم في كتابه (عقود الجوهر في تراجم من لهم خمسون تصنيفاً فمئة فأكثر) فقال: «هو الإمام العالم العلّامة، الأستاذ الكبير، العارف بالله سيدي مصطفى بن كمال الدين بن علي بن كمال الدين بن عبد القادر محي الدين الصديقي الحنفي الدمشقي البكري...».
ترجم له يوسف النبهاني في كتابه جامع كرامات الأولياء وأثنى عليه ثناءاً حسناً. وقال عنه في كتابه (شواهد الحق في الاستغاثة بسيد الخلق) أنه: «من أكابر العارفين ومشاهير الأئمة الأعلام المتفق على جلالتهم عند جميع أهل الإسلام».
أثنى عليه أحمد فريد المزيدي فقال عنه: "هو بحر الصفا، ونهر الصدق والوفاء، نجل الإمام الصدّيق، وسبطي الحسن والحسين، سيدي أهل التحقيق، شيخ مشايخ أهل الطريقة الخلوتية، وسيّد أهل العصابة القرة باشلية، الداعي العباد إلى الله بمرتبة أهل الوراثة المحمّدية، والقائم في منصب الإرشاد لجميع البريّة، إمام المحقّقين، وقدوة أهل الفضل واليقين، وعمدة أهل العلم الراسخين".

### اعتراضات
اعترض بعض المستشرقين والباحثين الأجانب على كونه مجدداً للإسلام أو للطريقة الخلوتية. قال الباحث والأكاديمي الأمريكي خالد الروَّيهب، أستاذ تاريخ الفكر الإسلامي بجامعة هارفارد، في كتابه (تاريخ الفكر الإسلامي في القرن السابع عشر) (بالإنجليزية: Islamic Intellectual History in the Seventeenth Century) أنه من المؤسف أن هناك بعض المؤرخين المعاصرين قد أخذوا توصيف يوسف النبهاني لمصطفى البكري بإحياء وتجديد الطريقة الخلوتية بمعنى مختلف - فقد توقعوا أنه كان مُصلحاً ومجدداً تخلى عن عقيدة وحدة الوجود. ولكن كما أوضح كل من فريدريك دي يونج (أستاذ اللغات والثقافات الإسلامية بجامعة أوتريخت) والمستشرق الألماني رالف إلجر (أستاذ الدراسات العربية والإسلامية بجامعة مارتن لوثر في هاله)، فإن مثل هذه الادعاءات ليست دقيقة أو سليمة؛ ولا يوجد دليل على أن البكري قد أجرى أي إصلاحات باستثناء إدخال مجموعة معينة من الأدعية والابتهالات والأوراد مثل ورد السَحَر بين أتباعه. لكن وفقاً لجدعون وايجرت فإن معظم المصادر توثّق بوضوح إصلاحاته، فقد اعتبره أحد كبار تلاميذه وهو القاضي حسن بن عبد اللطيف الحسيني مفتي الحنفية بالقدس مجدداً للإسلام في عصره.

## وفاته

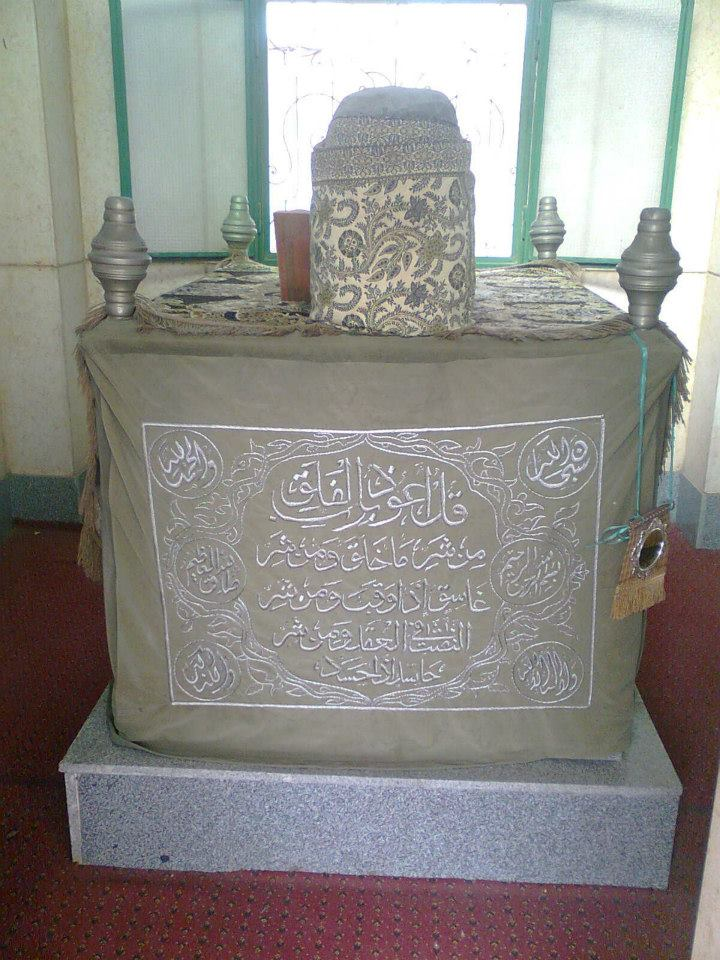
مقام مصطفى البكري

سافر للحج عام 1161 هـ، وعاد من الحجاز إلى القاهرة فمرض وأصيب بالحُمّى بعد رجوعه من الحج لمدة شهر تقريباً، ثم حان موعد مولد السيد أحمد البدوي، فأراد تلميذه محمد بن سالم الحفني عدم الذهاب لحضور المولد من أجل رعايته والاطمئنان عليه، فأشار إليه مصطفى البكري بالذهاب وعدم التخلف عن حضور المولد، فتوجه الحفني إلى المولد ثم توفى مصطفى البكري وهو في المولد يوم الاثنين الثاني عشر من شهر ربيع الثاني سنة 1162 هـ / 1749 م، ودفن في القرافة الكبرى في تربة المجاورين في حي الدرب الأحمر بالقاهرة الآن، وقبره مشهور يزار ويتبرك به. ولمّا عاد الحفني من مولد السيد البدوي وعلم بوفاته قال: «إني أود الآن لو كان أستاذنا الصّديقي حياً وأكون خادماً له فقط وأحظى بلثم أعتابه». قال الشيخ حسن بن علي شمة المصري: «وقد عمل له أستاذي (أي محمد بن سالم الحفني) في شهر شعبان من هذا العام مولداً عظيماً شدت إليه الرحال، وحطت لديه الأثقال، وتطاولت دونه الآمال. وبالجملة فمناقب هذا السيد الجليل تجل عن التعداد».
رثاه شعراء عصره والعديد من تلاميذه وأصحابه كالشيخ "يوسف الحفني" (ت 1178 هـ)، والشيخ محمد مصطفى أسعد اللقيمي (ت 1178 هـ)، ورثاه ابنه كمال الدين محمد بن مصطفى البكري (ت 1196 هـ) بقوله:

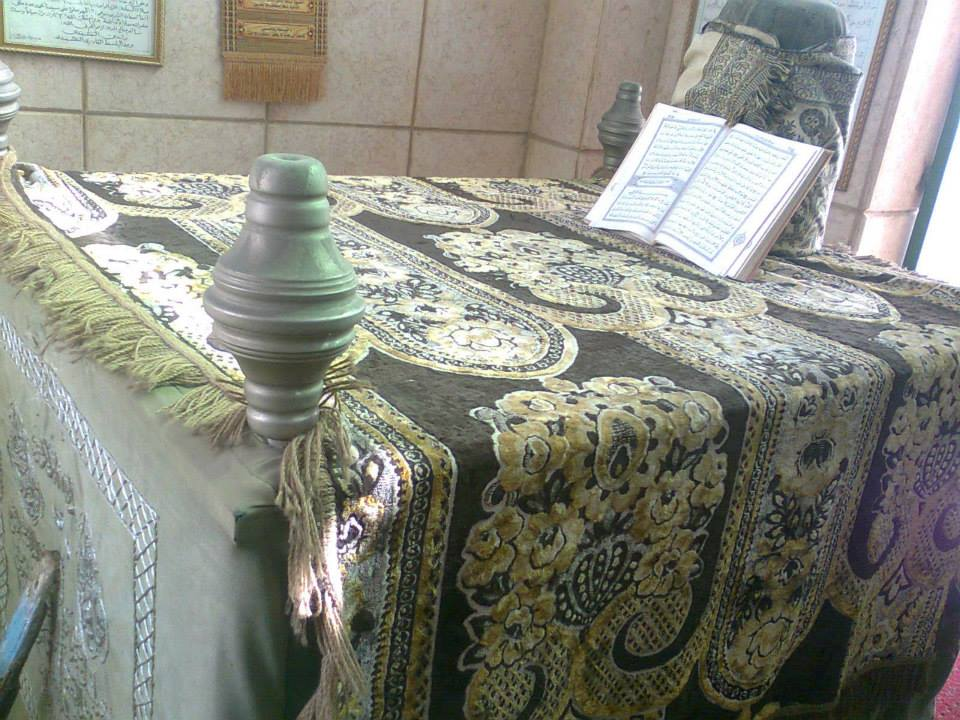
مقام مصطفى البكري

## معرض الصور

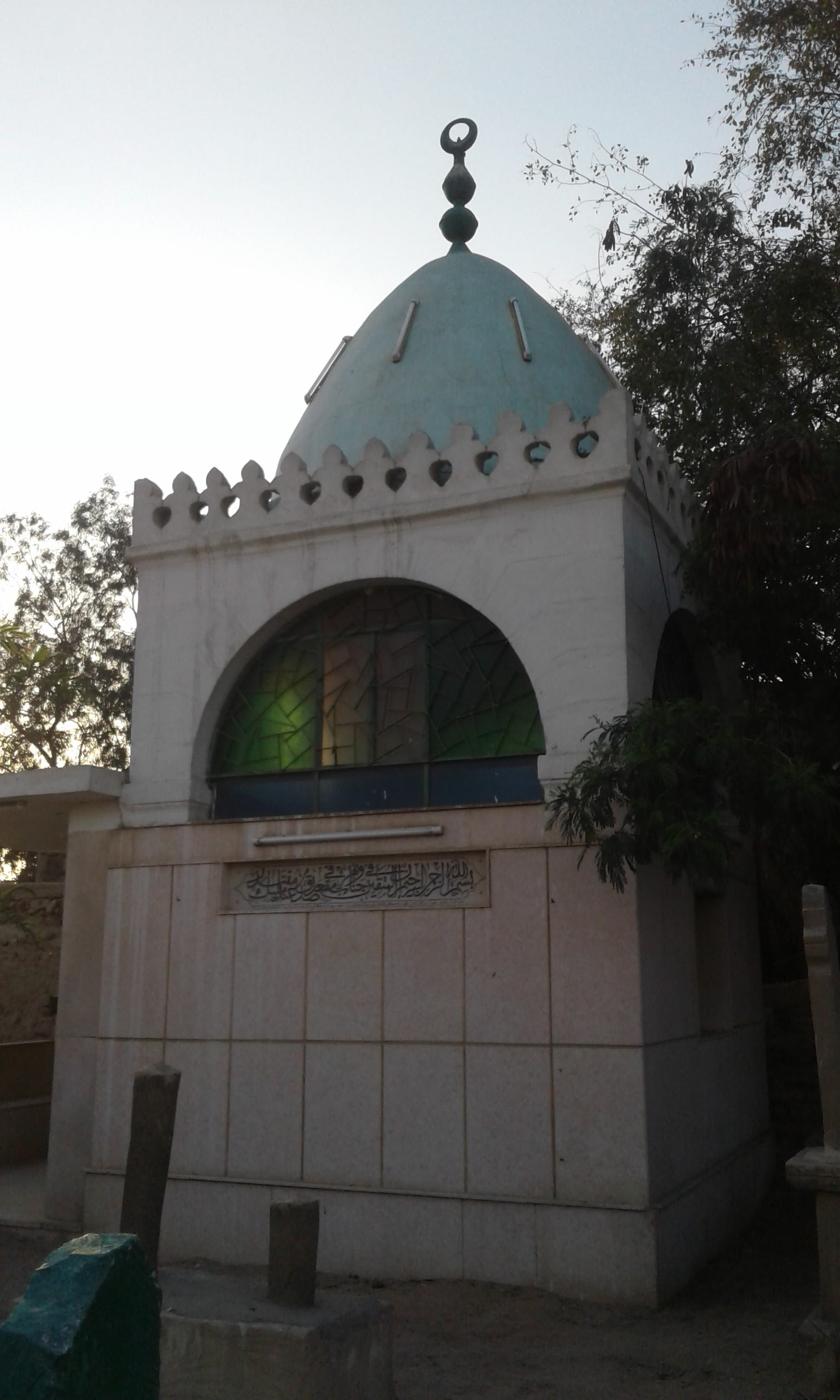
صورة خارجية لضريح الشيخ مصطفى بن كمال الدين البكري.
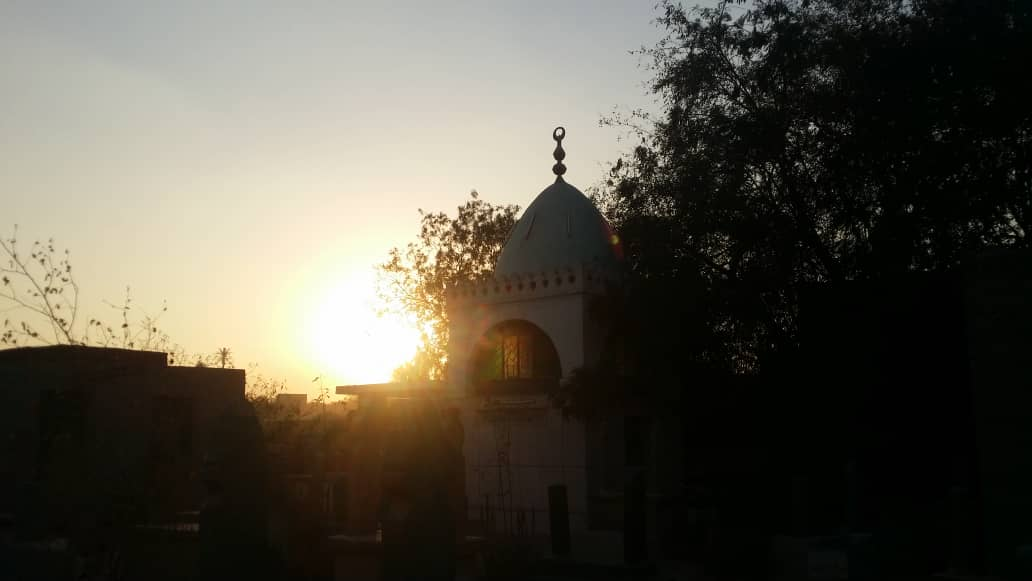
صورة خارجية لضريح الشيخ مصطفى بن كمال الدين البكري.
لافتة مكتوب عليها: "مقام وضريح سيدي مصطفى البكري بن كمال الدين، المنتقل 12 ربيع الثاني سنة 1162 هـ".
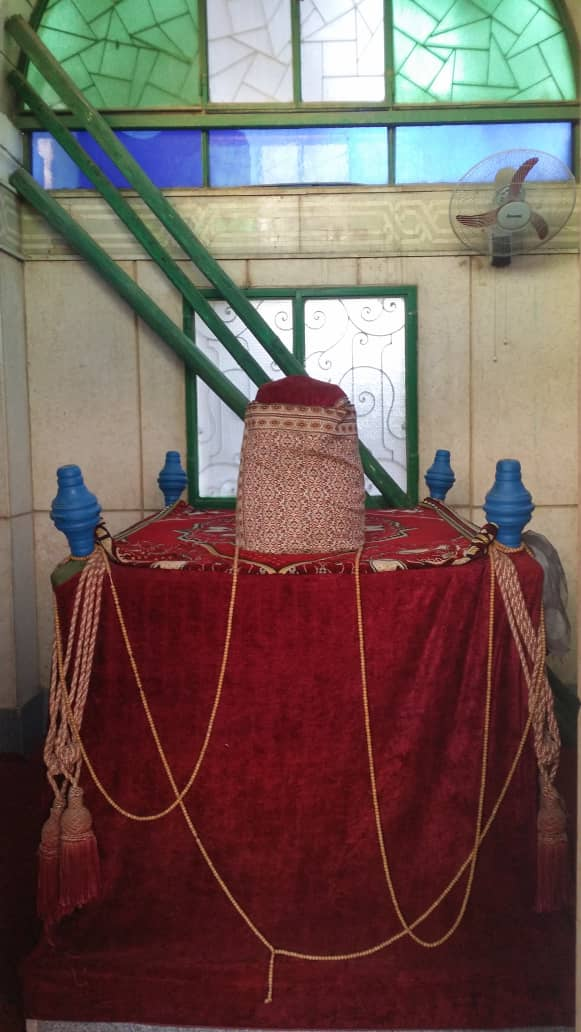
ضريح الشيخ مصطفى بن كمال الدين البكري.

## مؤلفات وأبحاث عنه

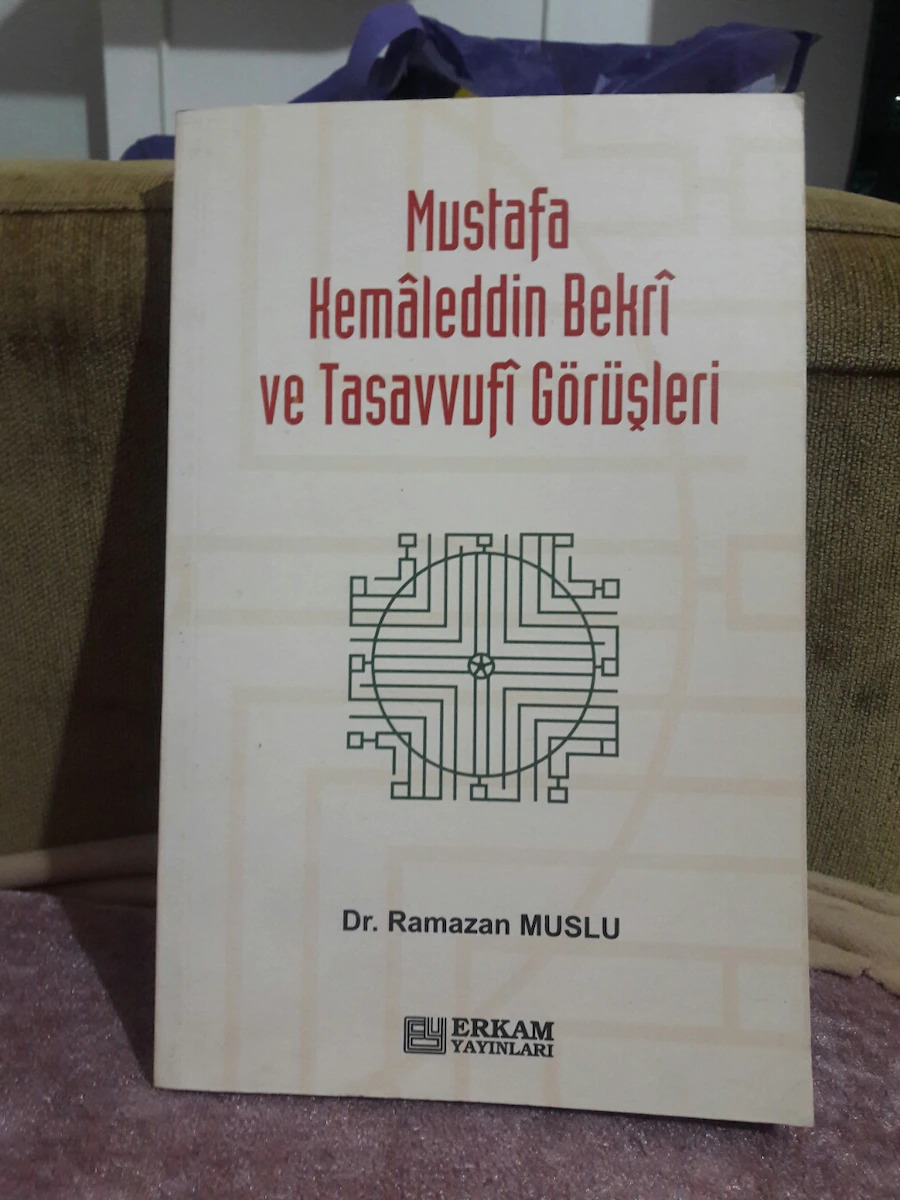
صورة غلاف كتاب (مصطفى كمال الدين بكري وآرائه الصوفية) باللغة التركية من تأليف رمضان موسلو (عميد كلية الإلهيات بجامعة إسطنبول).

### باللغة العربية
- عبد المحمود بن نور الدائم الطيبي (1959). الكؤوس المترعة في مناقب السادة الأربعة: الشيخ مصطفى بن كمال الدين البكري، الشيخ محمد بن عبد الكريم سمان، الشيخ أحمد الطيب بن الشيخ بشير، الشيخ نور الدائم الفياض بن الشيخ أحمد الطيب (ط. الأولى). القاهرة - مصر: دار الزيني للطباعة والنشر.
- كرم أمين أبو كرم (2002). الشيخ مصطفى البكري: فلسفته الصوفية ورسائله (ط. الأولى). أبو ظبي - الإمارات العربية المتحدة: المجمع الثقافي. مؤرشف من الأصل في 2022-05-27.
- حسن عبد الرحمن سلوادي (مدير برنامج البحث العلمي والدراسات العليا، جامعة القدس المفتوحة، فلسطين) (كانون الثاني/يناير 2010). "الشيخ مصطفى البكري الصديقي الدمشقي المقدسي الخلوتي ( 1099-1162 ه) (1688- 1749م) حياته وآثاره". مجلة جامعة القدس المفتوحة للأبحاث والدراسات. ع. الثامن عشر. ص. 197–232. مؤرشف من الأصل في 2020-07-18. اطلع عليه بتاريخ 2022-07-08. {{استشهاد بمجلة}}: تحقق من التاريخ في: |تاريخ= (مساعدة)
- غالب عنابسة (2013). "نشر الطريقة الخلوتية كما انعكست في زيارات مصطفى البكري الصديقي الدمشقي الخلوتي إلى بيت المقدس وسوريا في القرن الثامن عشر". مجلة اتحاد الجامعات العربية للآداب. الأردن: جامعة اليرموك. ج. 10 رقم  2ب. ص. 1623–1647. مؤرشف من الأصل في 2022-05-31.

### باللغة التركية
- علي إحسان يورد (1967). Kutbuddin Mustafa Kemalüddin El’Bekrî-Sıddîkî (1687-1749) Hayatı ve Eserleri (بالتركية) (1 ed.). إسطنبول – تركيا: Ahmet Sait Matbaası. Archived from the original on 2022-09-25.
- رمضان موسلو (2005). Mustafa Kemâleddin Bekrî ve Tasavvufî Görüşleri (بالتركية) (1 ed.). إسطنبول – تركيا: Erkam Yayınları. ISBN:9789756247617. Archived from the original on 2022-06-14.

### باللغة الألمانية
- رالف إلجر (2004). Mustafa al-Bakri: Zur Selbstdarstellung eines syrischen Gelehrten, Sufis und Dichters des 18. Jahrhunderts. Bonner Islamstudien (بالألمانية) (1 ed.). Schenefeld: EB-Verlag. Vol. 3. ISBN:9783936912111. Archived from the original on 2022-06-02.

### باللغة الإنجليزية
- جدعون وايجرت (1999). "Shaykh Mustapha Kamal al Din al Bakri – A Sufi Reformer in Eighteenth-Century Egypt" (PDF) (بالإنجليزية). القاهرة - مصر: المركز الأكاديمي الإسرائيلي في القاهرة[العبرية]. No. Bulletin of the Israeli Academic Center in Cairo 24. pp. 1–7. Archived from the original (PDF) on 2022-10-04. {{استشهاد بمجلة}}: الاستشهاد ب$1 يطلب |$2= (help)

### فهرس المراجع
1. ↑  صلاح الدين المنجد (1964). المؤرخون الدمشقيون في العهد العثماني وآثارهم المخطوطة (ط. الأولى). بيروت - لبنان: دار الكتاب الجديد. ص. 66. مؤرشف من الأصل في 2022-06-28.
2. ↑  صلاح الدين المنجد (1978). معجم المؤرخين الدمشقيين وآثارهم المخطوطة والمطبوعة (ط. الأولى). بيروت - لبنان: دار الكتاب الجديد. ص. 349. مؤرشف من الأصل في 2022-06-28.
3. ↑  "BEKRÎ, Kutbüddin". islamansiklopedisi.org.tr (بالتركية). دائرة المعارف الإسلامية التركية. Archived from the original on 2022-06-11. Retrieved 2022-06-28.{{استشهاد ويب}}:  صيانة الاستشهاد: BOT: original URL status unknown (link)
4. ↑  الزركلي (2002). الأعلام (ط. الخامسة عشرة). بيروت - لبنان: دار العلم للملايين. ج. السابع. ص. 239. مؤرشف من الأصل في 2022-07-16.
5. 1 2  مصطفى بن كمال الدين البكري (2008). الصلوات الهامعة بمحبة الخلفاء الجامعة لبعض ما ورد في فضائل الخلفاء. عاصم إبراهيم الكيالي (ط. الأولى). بيروت - لبنان: دار الكتب العلمية. ص. 6. مؤرشف من الأصل في 2022-05-05.
6. 1 2 3  مصطفى بن كمال الدين البكري (2020). السيوف الحداد في أعناق أهل الزندقة والإلحاد. عاصم إبراهيم الكيالي (ط. الأولى). بيروت - لبنان: دار الكتب العلمية. ص. 5–8. مؤرشف من الأصل في 2022-05-05.
7. 1 2 3 4 5 6  عبد الباقي مفتاح (2009). أضواء على الطريقة الرحمانية الخلوتية (ط. الأولى). بيروت - لبنان: دار الكتب العلمية. ص. 24–45. مؤرشف من الأصل في 2022-05-05.
8. ↑  مصطفى بن كمال الدين البكري (2020). محمد عبد السلام محمد اسويسي؛ إمحمد علي سليمان أبوسطاش (المحررون). رسالة الفرق المؤذن بالطرب في الفرق بين العجم والعرب (ط. الأولى). بيروت - لبنان: دار الكتب العلمية. ص. 7–22. مؤرشف من الأصل في 2022-05-05.
9. 1 2  مصطفى بن كمال الدين البكري (2016). بلوغ المرام في خلوة خلوتية الشام ويليه (النصيحة السنية) و(الوصية الجلية). أحمد فريد المزيدي (ط. الأولى). بيروت - لبنان: دار الكتب العلمية. ص. 6–9. مؤرشف من الأصل في 2022-05-05.
10. 1 2 3 4 5 6  مصطفى بن كمال الدين البكري (2013). تسلية الأحزان وتصلية الأشجان. عاصم إبراهيم الكيالي (ط. الأولى). بيروت - لبنان: دار الكتب العلمية. ص. 1–7. مؤرشف من الأصل في 2022-05-05.
11. ↑  كلاوس كلير (2021). أنكه فون كوجلجن[الألمانية]تصنيف:صفحات بها وصلات إنترويكيتصنيف:صفحات بها وصلات مقالات للترجمة من الألمانية; مايكل كيمبر (eds.). Muslim Culture in Russia and Central Asia from the 18th to the Early 20th Centuries: Inter-Regional and Inter-Ethnic Relations. Islamkundliche Untersuchungen (بالإنجليزية). برلين - ألمانيا: والتر دي جروتر[الألمانية]. Vol. 216. p. 17. ISBN:9783112401514. Archived from the original on 2022-07-08. Abdalgani's most prominent student, however, was a Xalwati, Mustafā b. Kamäladdin al-Bakri (1099-1162/1688-1749), whose activities and travels inspired a wave of new branches of the Xalwatiya in the Hiğaz, in Egypt, and even in the Magrib. {{استشهاد بكتاب}}: تأكد من صحة قيمة |محرر1= (help)صيانة الاستشهاد: أسماء عددية: قائمة المحررين (link) صيانة الاستشهاد: أسماء متعددة: قائمة المحررين (link)
12. ↑  محمد أبو رمان (2020). أسرار الطريق الصوفي: مجتمع التصوف والزوايا والحضرات في الأردن. مراجعة: يوسف إبراهيم، مدير برامج، مؤسسة فريدريش إيبرت (ط. الثانية). عمان - الأردن: مؤسسة فريدريش إيبرت. ص. 217.
13. ↑  مايكل وينتر (2003). Egyptian Society Under Ottoman Rule, 1517-1798 (بالإنجليزية) (نشر لأول مرة عام 1992 ed.). لندن ونيويورك: روتليدج. pp. 135–136. ISBN:9781134975143. Archived from the original on 2022-06-27. Until the eighteenth century, the Khalwatiyya was confined to Egypt's Turkish community, but this changed as a result of the missionary activity of a Syrian Sufi shaykh by the name of Mustafa ibn Kamal al-Din al-Bakri (1099/1688–1162/1749).  A native of Damascus, he traveled widely and his first visit to Egypt was in 1133/ 1720–21. He propagated the Khalwatiyya of the line of a Turkish shaykh called Ali Efendi Qarabash; his line was called the Qarabashliyya.
14. ↑  حسن عبد الرحمن سلوادي (يناير 2010). "أعلام وشخصيات مقدسية: الشيخ مصطفى البكري الصديقي الدمشقي المقدسي الخلوتي ـ حياته وآثاره". مجلة جامعة القدس المفتوحة للأبحاث والدراسات. ع. الثامن عشر. ص. 201.
15. ↑  مصطفى بن كمال الدين البكري (2008). المطلب التام السوي شرح حزب الإمام النووي. محمد عبد القادر نصار (ط. الأولى). القاهرة - مصر: دارة الكرز. ص. 17.
16. ↑  عبد الباقي مفتاح (2009). أضواء على الشيخ أحمد التجاني وأتباعه (ط. الأولى). بيروت - لبنان: دار الكتب العلمية. ص. 89. مؤرشف من الأصل في 2022-03-26.
17. 1 2 3 4  غالب عنابسة (2013). "نشر الطريقة الخلوتية كما انعكست في زيارات مصطفى البكري الصديقي الدمشقي الخلوتي إلى بيت المقدس وسوريا في القرن الثامن عشر". مجلة اتحاد الجامعات العربية للآداب. الأردن: جامعة اليرموك. ج. 10 رقم  2ب. ص. 1624. مؤرشف من الأصل في 2022-05-31.
18. ↑  حسن عبد الرحمن سلوادي (يناير 2010). "أعلام وشخصيات مقدسية: الشيخ مصطفى البكري الصديقي الدمشقي المقدسي الخلوتي ـ حياته وآثاره". مجلة جامعة القدس المفتوحة للأبحاث والدراسات. ع. الثامن عشر. ص. 200.
19. ↑  مصطفى بن كمال الدين البكري (2013). الضياء الشمسي على الفتح القدسي شرح ورد السحر للبكري. أحمد فريد المزيدي (ط. الأولى). بيروت - لبنان: دار الكتب العلمية. ج. الأول. ص. 5. مؤرشف من الأصل في 2022-05-26. هو بحر الصفا، ونهر الصدق والوفاء، نجل الإمام الصدّيق، وسبطي الحسن والحسين...
20. ↑  "مصطفى بن كمال الدين البكري". almasheikh.com. مؤرشف من الأصل في 2022-05-04.
21. ↑  انظر: البكري الصديقي، مخطوطة الخمرة المحسية في الرحلة القدسية، مخطوطة المدينة المنورة، المملكة العربية السعودية، مكتبة المدينة المنورة، عارف حكمت، رقم 3840.
22. 1 2  مجموعة من العلماء (2005). موسوعة أعلام العلماء والأدباء العرب والمسلمين (حرب الباء) (ط. الأولى). بيروت - لبنان: دار الجيل. ج. الثالث. ص. 738. مؤرشف من الأصل في 2022-06-29.
23. 1 2  مصطفى بن كمال الدين البكري (2020). محمد عبد السلام محمد اسويسي؛ إمحمد علي سليمان أبوسطاش (المحررون). رسالة الفرق المؤذن بالطرب في الفرق بين العجم والعرب (ط. الأولى). بيروت - لبنان: دار الكتب العلمية. ص. 7. مؤرشف من الأصل في 2022-05-05.
24. ↑  مصطفى بن كمال الدين البكري (2020). السيوف الحداد في أعناق أهل الزندقة والإلحاد. عاصم إبراهيم الكيالي (ط. الأولى). بيروت - لبنان: دار الكتب العلمية. ص. 1. مؤرشف من الأصل في 2022-05-05. السيوف الحداد في أعناق أهل الزندقة والإلحاد في الرد على مبتدعي الصوفية الذين ينتهكون حرمة الدين الحنيف، تأليف: العارف بالله تعالى شيخ الإسلام مصطفى بن كمال الدين الصديقي البكري المتوفى 1162هـ
25. 1 2  مصطفى بن كمال الدين البكري (2020). عبد الرحمن محمد رشيد الشعّار؛ مروان الكاتب (المحررون). ألفية التصوف لمصطفى البكري وشرحها. عبد الباقي مفتاح (ط. الأولى). بيروت - لبنان: كتاب – ناشرون. ص. 9–10. مؤرشف من الأصل في 2022-05-18.
26. 1 2 3 4 5 6  عمر جعفر الشبراوي (2016). شرح ورد السحر المسمى (إرشاد المريدين في معرفة كلام العارفين). محمد العزازي (ط. الأولى). بيروت - لبنان: دار الكتب العلمية. ص. 5–20. مؤرشف من الأصل في 2022-05-05.
27. ↑  مصطفى بن كمال الدين البكري (2020). محمد عبد السلام محمد اسويسي؛ إمحمد علي سليمان أبوسطاش (المحررون). رسالة الفرق المؤذن بالطرب في الفرق بين العجم والعرب (ط. الأولى). بيروت - لبنان: دار الكتب العلمية. ص. 8. مؤرشف من الأصل في 2022-05-05.
28. ↑  محمد خليل المرادي. سلك الدرر في أعيان القرن الثاني عشر. دار ابن حزم. ج. الرابع. ص. 190.
29. ↑  مصطفى بن كمال الدين البكري (2020). محمد عبد السلام محمد اسويسي؛ إمحمد علي سليمان أبوسطاش (المحررون). رسالة الفرق المؤذن بالطرب في الفرق بين العجم والعرب (ط. الأولى). بيروت - لبنان: دار الكتب العلمية. ص. 9–10. مؤرشف من الأصل في 2022-05-05.
30. ↑  ليندا شيلشر (1998). عطاف مارديني (المحرر). دمشق في القرنين الثامن عشر والتاسع عشر. ترجمة: عمرو الملاح؛ دينا الملاح (ط. الأولى). دمشق - سوريا: دار الجمهورية. ص. 189. مؤرشف من الأصل في 2022-05-31.
31. ↑  مصطفى بن كمال الدين البكري (2020). محمد عبد السلام محمد اسويسي؛ إمحمد علي سليمان أبوسطاش (المحررون). رسالة الفرق المؤذن بالطرب في الفرق بين العجم والعرب (ط. الأولى). بيروت - لبنان: دار الكتب العلمية. ص. 31. مؤرشف من الأصل في 2022-05-15.
32. ↑  ليندا شيلشر (1998). عطاف مارديني (المحرر). دمشق في القرنين الثامن عشر والتاسع عشر. ترجمة: عمرو الملاح؛ دينا الملاح (ط. الأولى). دمشق - سوريا: دار الجمهورية. ص. 189–191. مؤرشف من الأصل في 2022-05-31.
33. ↑  انظر أيضاً: ابن كنان، المواكب الإسلامية في الممالك والمحاسن الشامية، منشورات وزارة الثقافة، دمشق، 1992م، ج1، ص: 76.
34. ↑  مصطفى بن كمال الدين البكري (2020). محمد عبد السلام محمد اسويسي؛ إمحمد علي سليمان أبوسطاش (المحررون). رسالة الفرق المؤذن بالطرب في الفرق بين العجم والعرب (ط. الأولى). بيروت - لبنان: دار الكتب العلمية. ص. 8–9. مؤرشف من الأصل في 2022-05-05.
35. ↑  مصطفى بن كمال الدين البكري (2010). فتح الكريم الخالق في حل ألفاظ الدر الفائق في الصلاة على أشرف الخلائق. أحمد فريد المزيدي (ط. الأولى). بيروت - لبنان: دار الكتب العلمية. ص. 5. مؤرشف من الأصل في 2022-05-19.
36. ↑  مصطفى بن كمال الدين البكري (2020). عبد الرحمن محمد رشيد الشعّار؛ مروان الكاتب (المحررون). ألفية التصوف لمصطفى البكري وشرحها. عبد الباقي مفتاح (ط. الأولى). بيروت - لبنان: كتاب – ناشرون. ص. 4. مؤرشف من الأصل في 2022-05-18.
37. ↑  حسن عبد الرحمن سلوادي (يناير 2010). "أعلام وشخصيات مقدسية: الشيخ مصطفى البكري الصديقي الدمشقي المقدسي الخلوتي ـ حياته وآثاره". مجلة جامعة القدس المفتوحة للأبحاث والدراسات. ع. الثامن عشر. ص. 202.
38. ↑  عبد الباقي مفتاح (2014). أضواء على الشيخ عبد القادر الجيلاني وانتشار طريقته (ط. الثانية). بيروت - لبنان: دار الكتب العلمية. ص. 355. مؤرشف من الأصل في 2022-04-10.
39. ↑  مصطفى بن كمال الدين البكري (2008). أحمد فريد المزيدي؛ ناصر صابر الزيات؛ محمد عبد القادر نصار (المحررون). العرائس القدسية المفصحة عن الدسائس النفسية (ط. الأولى). القاهرة - مصر: دارة الكرز. ص. 13.
40. ↑  مصطفى بن كمال الدين البكري (2019). العرائس القدسية المفصحة عن الدسائس النفسية. عاصم إبراهيم الكيالي (ط. الأولى). بيروت - لبنان: كتاب - ناشرون. ص. 12. مؤرشف من الأصل في 2022-05-27.
41. ↑  عمر جعفر الشبراوي (2016). شرح ورد السحر المسمى (إرشاد المريدين في معرفة كلام العارفين). محمد العزازي (ط. الأولى). بيروت - لبنان: دار الكتب العلمية. ص. 11. مؤرشف من الأصل في 2022-05-05.
42. ↑  "مصطفى بن كمال الدين بن علي الصديقي الدمشقي البكري "أبي المواهب"". tarajm.com. تراجم عبر التاريخ. مؤرشف من الأصل في 2022-07-03. اطلع عليه بتاريخ 2022-07-08.{{استشهاد ويب}}:  صيانة الاستشهاد: BOT: original URL status unknown (link)
43. ↑  أبو عبد الرحمن محمد بن الحسين السلمي (1998). طبقات الصوفية، ويليه: ذكر النسوة المتعبدات الصوفيات. مصطفى عبد القادر عطا (ط. الأولى). بيروت - لبنان: دار الكتب العلمية. ص. 10. مؤرشف من الأصل في 2022-05-24. وكانت الصلة بين الشام ومصر وطيدة في هذا المجال، إذ كان السيد مصطفى ابن كمال الدين البكري الصديقي تلميذاً من تلاميذ عبد الغني النابلسي المبرزين، وكان الشيخ محمد بن سالم الحفني شيخ الإسلام في مصر تلميذاً للسيد البكري، وتسلسل من الشيخ الحفني طريق العلماء الصوفية إلى الشيخ عبد الله الشرقاوي، ثم إلى الشيخ أحمد الدردير، والشيخ عمر الشبراوي، وما زال طريق الشبراوي هذا قائماً إلى الآن.
44. ↑  عبد الباقي مفتاح (2009). أضواء على الطريقة الرحمانية الخلوتية. تقديم: محمد المأمون مصطفى القاسمي الحسني (ط. الأولى). بيروت - لبنان: دار الكتب العلمية. ص. 36. مؤرشف من الأصل في 2022-05-05.
45. ↑  محمد بن أحمد السفاريني (2000). لوائح الأنوار السنية ولواقح الأفكار السنية. عبد الله بن محمد بن سليمان البصيري (ط. الأولى). الرياض: مكتبة الرشد. ج. الأول. ص. 31-35. مؤرشف من الأصل في 2022-05-14.
46. ↑  محمد بن أحمد السفاريني (2007)، كشف اللثام شرح عمدة الأحكام، تحقيق: نور الدين طالب الدومي، مدينة الكويت: وزارة الأوقاف والشؤون الإسلامية، ج. 305، ص. 34، QID:Q125504951 – عبر المكتبة الشاملة
47. ↑  ناتالي كلير (كبيرة الباحثين في مركز الدراسات التركية والعثمانية ودراسات البلقان وآسيا الوسطى في المركز الوطني للبحوث في باريس). Mystiques, État et Société. Islamic History and Civilization (بالفرنسية). لايدن - هولندا: دار بريل للنشر. Vol. 9. p. 27. ISBN:9789004492783. Archived from the original on 2022-07-12.
48. ↑  مارك لافيرجن (1989). Le Soudan contemporain: de l'invasion turco-égyptienne à la rébellion africaine (1821-1989). Hommes et sociétés (بالفرنسية) (1 ed.). باريس - فرنسا: كارتالا[الفرنسية]. p. 232. ISBN:9782865372225. Archived from the original on 2022-07-12.
49. 1 2  عبد الباقي مفتاح (2009). ختم القرآن محيي الدين ابن عربي (ط. الأولى). بيروت - لبنان: دار الكتب العلمية. ص. 290. مؤرشف من الأصل في 2022-06-08.
50. ↑  عبد الباقي مفتاح (2009). أضواء على الشيخ أحمد التجاني وأتباعه (ط. الأولى). بيروت - لبنان: دار الكتب العلمية. ص. 95. مؤرشف من الأصل في 2022-03-26.
51. ↑  عبد الباقي مفتاح (2009). أضواء على الطريقة الرحمانية الخلوتية. تقديم: محمد المأمون مصطفى القاسمي الحسني (ط. الأولى). بيروت - لبنان: دار الكتب العلمية. ص. 27. مؤرشف من الأصل في 2022-05-05.
52. ↑  وليد بن أحمد الحسين الزبيري (2003). الموسوعة الميسرة في تراجم أئمة التفسير والإقراء والنحو واللغة. إياد بن عبد اللطيف القيسي، مصطفى بن قحطان الحبيب، بشير بن جواد القيسي، عماد بن محمد البغدادي (ط. الأولى). مانشستر - بريطانيا: مجلة الحكمة. ص. 384. مؤرشف من الأصل في 2022-06-16.
53. ↑  وليد بن أحمد الحسين الزبيري؛ إياد بن عبد اللطيف القيسي؛ مجموعة من المؤلفين (2003)، الموسوعة الميسرة في تراجم أئمة التفسير والإقراء والنحو واللغة: من القرن الأول إلى المعاصرين مع دراسة لعقائدهم وشيء من طرائفهم، مانشستر: مجلة الحكمة، ج. 1، ص. 384، QID:Q124614368 – عبر المكتبة الشاملة
54. ↑  حسن عبد الرحمن سلوادي (يناير 2010). "بحث". مجلة جامعة القدس المفتوحة للأبحاث والدراسات. ع. الثامن عشر. ص. 204. مؤرشف من الأصل في 2022-07-08. اطلع عليه بتاريخ 2022-07-08.
55. ↑  جدعون وايجرت[الألمانية]تصنيف:صفحات بها وصلات إنترويكيتصنيف:صفحات بها وصلات مقالات للترجمة من الألمانية (1999). "Shaykh Mustapha Kamal al Din al Bakri – A Sufi Reformer in Eighteenth-Century Egypt" (PDF) (بالإنجليزية). القاهرة - مصر: المركز الأكاديمي الإسرائيلي في القاهرة[العبرية]. No. Bulletin of the Israeli Academic Center in Cairo 24. p. 5. Archived from the original (PDF) on 2022-03-03. {{استشهاد بمجلة}}: الاستشهاد ب$1 يطلب |$2= (help) and تأكد من صحة قيمة |مؤلف= (help)صيانة الاستشهاد: أسماء عددية: قائمة المؤلفين (link) صيانة الاستشهاد: أسماء متعددة: قائمة المؤلفين (link)
56. ↑  مصطفى بن كمال الدين البكري (2008). أحمد فريد المزيدي؛ ناصر صابر الزيات؛ محمد عبد القادر نصار (المحررون). العرائس القدسية المفصحة عن الدسائس النفسية (ط. الأولى). القاهرة - مصر: دارة الكرز. ص. 14.
57. ↑  محمد زاهد الكوثري (2004). البحوث السنية عن بعض رجال أسانيد الطريقة الخلوتية (ط. الأولى). بيروت - لبنان: دار الكتب العلمية. ص. 34. مؤرشف من الأصل في 2022-04-02.
58. 1 2  مصطفى بن كمال الدين البكري (2020). عبد الرحمن محمد رشيد الشعّار؛ مروان الكاتب (المحررون). ألفية التصوف لمصطفى البكري وشرحها. عبد الباقي مفتاح (ط. الأولى). بيروت - لبنان: كتاب – ناشرون. ص. 8. مؤرشف من الأصل في 2022-05-18.
59. ↑  وقف الديانة التركي; مركز البحوث الإسلامية (إيسام) (2010). İslam Ansiklopedisi (بالتركية) (1 ed.). إسطنبول – تركيا: وقف الديانة التركي. Vol. 38. p. 212. ISBN:9789753894272. Archived from the original on 2022-07-18. Şabaniyye-Bekriyye, Kutbüddin Mustafa el-Bekri'den sonra; 1. Hifniyye (kurucusu: Muhammed b. Salim el-Hifni, ö. 1181/1767), 2. Semmaniyye (kurucusu: Muhammed b. Abdülkerim es-Semman, ö. 1189/1776) ve 3. Kemaliyye (kurucusu: Ebü'l-Fütuh Muhammed b. Mustafa el-Bekri, ö. 1199/1784) adlı üç kola ayrılmıştır. 1. Hifniyye'den; Derdiriyye (kurucusu: Ahmed b. Muhammed ed-Derdir), Ticaniyye (kurucusu: Seyyid Ahmed et-Ticani), Rahmaniyye (kurucusu: Muhammed b. Abdurrahman el-Gaştuli), Ezheriyye (kurucusu: Ebu Abdullah Muhammed b. Abdurrahman ez-Zevavi el-Ezheri) kolları meydana gelmiştir. 2. Semmaniyye'den; Tayyibiyye (kurucusu: Ahmed et-Tayyib b. Beşir) ve Feyziyye (kurucusu: Seyyid Feyzüddin Hüseyin el-Mısri) kolları, 3. Derdiriyye'den; Saviyye (kurucusu: Ahmed b. Muhammed es-Savi), Sibaiyye (kurucusu: Salih es-Sibai) ve Vefaiyye (kurucusu: Nureddin Ali b. Abdülber el-Vefai) kolları doğmuştur. Haririzade, Şabaniyye-Karabaşiyye'nin Nasuhiyye ve Bekriyye adlı iki ana kolunun yanı sıra Karabaş Veli'nin halifelerinden Ömer arifi el-İstanbuli'ye arifiyye, bir diğer halifesi şeyh Hüseyin Kastamoni'ye Hüseyniyye şubelerini nisbet eder. Halveti şubelerinden Sinaniyye'den de hilafeti olduğu için Şehremini'deki Sinani dergahında şeyhlik yapan, XVii. yüzyılın tanınmış Şabani şeyhlerinden şair ve bestekar Mustafa Zekai Efendi'nin silsilesi bu iki kola ulaşmaktadır.
60. ↑  ليندا شيلشر (1998). عطاف مارديني (المحرر). دمشق في القرنين الثامن عشر والتاسع عشر. ترجمة: عمرو الملاح؛ دينا الملاح (ط. الأولى). دمشق - سوريا: دار الجمهورية. ص. 191. مؤرشف من الأصل في 2022-05-31.
61. ↑  عبد الباقي مفتاح (2009). أضواء على الطريقة الرحمانية الخلوتية (ط. الأولى). بيروت - لبنان: دار الكتب العلمية. ص. 25–26. مؤرشف من الأصل في 2022-05-05.
62. ↑  مصطفى بن كمال الدين البكري (2020). عبد الرحمن محمد رشيد الشعّار؛ مروان الكاتب (المحررون). ألفية التصوف لمصطفى البكري وشرحها. عبد الباقي مفتاح (ط. الأولى). بيروت - لبنان: كتاب – ناشرون. ص. 9. مؤرشف من الأصل في 2022-05-18.
63. ↑  مصطفى بن كمال الدين البكري (2013). الضياء الشمسي على الفتح القدسي شرح ورد السحر للبكري. أحمد فريد المزيدي (ط. الأولى). بيروت - لبنان: دار الكتب العلمية. ج. الأول. ص. 6. مؤرشف من الأصل في 2022-05-26.
64. ↑  مصطفى بن كمال الدين البكري (2019). العرائس القدسية المفصحة عن الدسائس النفسية. عاصم إبراهيم الكيالي (ط. الأولى). بيروت - لبنان: كتاب - ناشرون. ص. 110–114. مؤرشف من الأصل في 2022-05-27.
65. 1 2  مصطفى بن كمال الدين البكري (2019). العرائس القدسية المفصحة عن الدسائس النفسية. عاصم إبراهيم الكيالي (ط. الأولى). بيروت - لبنان: كتاب - ناشرون. ص. 114. مؤرشف من الأصل في 2022-05-27.
66. ↑  جون إسبوسيتو (2003). [[قاموس أكسفورد للإسلام]] (Oxford Quick Reference) (بالإنجليزية) (1 ed.). نيويورك – الولايات المتحدة الأمريكية: دار نشر جامعة أكسفورد. p. 34. ISBN:9780199757268. Archived from the original on 2022-05-06. {{استشهاد بكتاب}}: تعارض مسار مع وصلة (help)
67. ↑  "BEKRİYYE". islamansiklopedisi.org.tr (بالتركية). دائرة المعارف الإسلامية التركية. Archived from the original on 2022-06-11.
68. ↑  جون أوبرت فول[الإنجليزية]تصنيف:صفحات بها وصلات إنترويكيتصنيف:صفحات بها وصلات مقالات للترجمة من الإنجليزية (2018). Islam: Continuity and Change in the Modern World (بالإنجليزية) (طبع لأول مرة عام 1982 بواسطة دار نشر ويستفيو ed.). نيويورك – الولايات المتحدة الأمريكية: روتليدج. p. 55. ISBN:9780429728501. Archived from the original on 2022-06-14. {{استشهاد بكتاب}}: تأكد من صحة قيمة |مؤلف= (help)صيانة الاستشهاد: أسماء عددية: قائمة المؤلفين (link) صيانة الاستشهاد: أسماء متعددة: قائمة المؤلفين (link)
69. 1 2  مصطفى بن كمال الدين البكري (2008). أحمد فريد المزيدي؛ ناصر صابر الزيات؛ محمد عبد القادر نصار (المحررون). العرائس القدسية المفصحة عن الدسائس النفسية (ط. الأولى). القاهرة - مصر: دارة الكرز. ص. 204–213. مؤرشف من الأصل في 2022-05-27.
70. ↑  مصطفى بن كمال الدين البكري (2020). السيوف الحداد في أعناق أهل الزندقة والإلحاد. عاصم إبراهيم الكيالي (ط. الأولى). بيروت - لبنان: دار الكتب العلمية. ص. 73–80. مؤرشف من الأصل في 2022-05-05.
71. ↑  يوسف النبهاني (2014). جامع كرامات الأولياء. عبد الوارث محمد علي (ط. الخامسة). بيروت - لبنان: دار الكتب العلمية. ج. الأول. ص. 161. مؤرشف من الأصل في 2022-03-26.
72. ↑  مصطفى بن كمال الدين البكري (2020). السيوف الحداد في أعناق أهل الزندقة والإلحاد. عاصم إبراهيم الكيالي (ط. الأولى). بيروت - لبنان: دار الكتب العلمية. ص. 21. مؤرشف من الأصل في 2022-05-05.
73. ↑  مجموعة من العلماء، منهم: مصطفى بن كمال الدين البكري (2007). إرشاد ذوي العقول إلى براءة الصوفية من الاتحاد والحلول – عشر رسائل تراثية نادرة. أحمد فريد المزيدي (ط. الأولى). القاهرة - مصر: دار الذكر للنشر والتوزيع. ص. 419–422. مؤرشف من الأصل في 2022-05-26.
74. ↑  جلال الدين السيوطي؛ مصطفى البكري (2006). تأييد الحقيقة العلية وتشييد الطريقة الشاذلية، ويليه: رسالتان للشيخ مصطفى البكري. عاصم إبراهيم الكيالي (ط. الأولى). بيروت - لبنان: دار الكتب العلمية. ص. 99–103. مؤرشف من الأصل في 2022-05-24.
75. ↑  حسن حنفي (2009). من الفناء إلى البقاء: محاولة لإعادة بناء علوم التصوف (الوعي الموضوعي) (ط. الأولى). بيروت - لبنان: دار المدار الإسلامي. ج. الأول. ص. 247–248. مؤرشف من الأصل في 2022-06-21.
76. ↑  مصطفى بن كمال الدين البكري (2020). السيوف الحداد في أعناق أهل الزندقة والإلحاد. عاصم إبراهيم الكيالي (ط. الأولى). بيروت - لبنان: دار الكتب العلمية. ص. 17. مؤرشف من الأصل في 2022-05-05.
77. ↑  مصطفى بن كمال الدين البكري (2020). السيوف الحداد في أعناق أهل الزندقة والإلحاد. عاصم إبراهيم الكيالي (ط. الأولى). بيروت - لبنان: دار الكتب العلمية. ص. 218. مؤرشف من الأصل في 2022-05-05.
78. ↑  مصطفى بن كمال الدين البكري (2020). السيوف الحداد في أعناق أهل الزندقة والإلحاد. عاصم إبراهيم الكيالي (ط. الأولى). بيروت - لبنان: دار الكتب العلمية. ص. 94–95. مؤرشف من الأصل في 2022-05-05.
79. ↑  مجموعة من العلماء، منهم: مصطفى بن كمال الدين البكري (2007). إرشاد ذوي العقول إلى براءة الصوفية من الاتحاد والحلول – عشر رسائل تراثية نادرة. أحمد فريد المزيدي (ط. الأولى). القاهرة - مصر: دار الذكر للنشر والتوزيع. ص. 15. مؤرشف من الأصل في 2022-05-26.
80. ↑  مصطفى بن كمال الدين البكري (2020). السيوف الحداد في أعناق أهل الزندقة والإلحاد. عاصم إبراهيم الكيالي (ط. الأولى). بيروت - لبنان: دار الكتب العلمية. ص. 98. مؤرشف من الأصل في 2022-05-05.
81. ↑  مصطفى بن كمال الدين البكري (2008). أحمد فريد المزيدي؛ ناصر صابر الزيات؛ محمد عبد القادر نصار (المحررون). العرائس القدسية المفصحة عن الدسائس النفسية (ط. الأولى). القاهرة - مصر: دارة الكرز. ص. 227–231. مؤرشف من الأصل في 2022-05-27.
82. ↑  مصطفى بن كمال الدين البكري (2020). محمد عبد السلام محمد اسويسي؛ إمحمد علي سليمان أبوسطاش (المحررون). رسالة الفرق المؤذن بالطرب في الفرق بين العجم والعرب (ط. الأولى). بيروت - لبنان: دار الكتب العلمية. ص. 130. مؤرشف من الأصل في 2022-05-15.
83. 1 2  محمد بن بوشعيب برة. ترويح الفؤاد باستحباب الاحتفال بمولد سيد العباد (ط. الأولى). الدار البيضاء - المغرب: دار الرشاد الحديثة. ص. 16. مؤرشف من الأصل في 2022-07-08.
84. ↑  مصطفى بن كمال الدين البكري. "الورد المنهول الأصفى في مولد الرسول المصطفى". nli.org.il. المكتبة الوطنية الإسرائيلية. مؤرشف من الأصل في 2022-07-11.
85. ↑  مصطفى بن كمال الدين البكري (2016). بلوغ المرام في خلوة خلوتية الشام ويليه: (النصيحة السنية) و(الوصية الجلية). أحمد فريد المزيدي (ط. الأولى). بيروت - لبنان: كتاب - ناشرون. ص. 76–79. مؤرشف من الأصل في 2022-05-05.
86. ↑  يوسف النبهاني (2014). جامع كرامات الأولياء. عبد الوارث محمد علي (ط. الخامسة). بيروت - لبنان: دار الكتب العلمية. ج. الثاني. ص. 389. مؤرشف من الأصل في 2022-06-19.
87. ↑  عبد الرحمن الجبرتي (2010). تاريخ عجائب الآثار في التراجم والأخبار المعروف بتاريخ الجبرتي. إبراهيم شمس الدين (ط. الثانية). بيروت - لبنان: دار الكتب العلمية. ج. الأول. ص. 174–175. مؤرشف من الأصل في 2022-05-26.
88. ↑  محمد المرون (2008). شموس الأنوار ومعادن الأسرار على صلاة القطب الأكبر مولانا عبد السلام بن مشيش. محمد بن محمد المهدي التمسماني (ط. الأولى). بيروت - لبنان: دار الكتب العلمية. ص. 246. مؤرشف من الأصل في 2022-05-24.
89. 1 2  مصطفي بن كمال الدين البكري (2012). الرحلة العراقية (عام 1139 هـ/1726 م). ميعاد شرف الدين الكيلاني (ط. الأولى). بيروت - لبنان: دار الكتب العلمية. ص. 6. مؤرشف من الأصل في 2022-06-19.
90. ↑  عبد الباقي مفتاح (2009). أضواء على الطريقة الرحمانية الخلوتية. تقديم: محمد المأمون مصطفى القاسمي الحسني (ط. الأولى). بيروت - لبنان: دار الكتب العلمية. ص. 29–30. مؤرشف من الأصل في 2022-05-05.
91. ↑  مصطفي بن كمال الدين البَكْري الصديقي الخلوتي الدمشقي (2012). الرحلة العراقية (عام 1139 هـ/1726 م). ميعاد شرف الدين الكيلاني (ط. الأولى). بيروت - لبنان: دار الكتب العلمية. ص. 131. مؤرشف من الأصل في 2022-05-26.
92. ↑  عبد الله بن حجازي الشرقاوي (2021). الفيض العرشي على الفتح القدسي في شرح ورد السحر للبكري المسمى (الفتح القدسي والكشف الأنسي). عاصم إبراهيم الكيالي (ط. الأولى). بيروت - لبنان: كتاب - ناشرون. ص. 16–18. مؤرشف من الأصل في 2022-05-28.
93. ↑  مصطفى بن كمال الدين البكري (2020). محمد عبد السلام محمد اسويسي؛ إمحمد علي سليمان أبوسطاش (المحررون). رسالة الفرق المؤذن بالطرب في الفرق بين العجم والعرب (ط. الأولى). بيروت - لبنان: دار الكتب العلمية. ص. 10–13. مؤرشف من الأصل في 2022-05-05.
94. ↑  عبد الله بن حجازي الشرقاوي (2021). الفيض العرشي على الفتح القدسي في شرح ورد السحر للبكري المسمى (الفتح القدسي والكشف الأنسي). عاصم إبراهيم الكيالي (ط. الأولى). بيروت - لبنان: كتاب - ناشرون. ص. 10. مؤرشف من الأصل في 2022-05-28.
95. 1 2  مصطفى بن كمال الدين البكري (2005). الدر الفائق في الصلاة على أشرف الخلائق، ويليه: (الصلات البرية في الصلاة على خير البرية). فالح البكور (ط. الأولى). بيروت - لبنان: دار الكتب العلمية. ص. 10–17. مؤرشف من الأصل في 2022-06-19.
96. ↑  جميل بن مصطفى العظم (1908). عقود الجوهر في تراجم من لهم خمسون تصنيفاً فمئة فأكثر (ط. الأولى). بيروت - لبنان: المطبعة الأهلية. ص. 72–82. مؤرشف من الأصل في 2022-06-22.
97. ↑  "صدور كتاب "النحلة النصرية في الرحلة المصرية"". alghad.com. جريدة الغد. مؤرشف من الأصل في 2021-02-20. اطلع عليه بتاريخ 2022-06-28.{{استشهاد ويب}}:  صيانة الاستشهاد: BOT: original URL status unknown (link)
98. ↑  "Shrine of al-Khawass" [ضريح إبراهيم الخواص]. sufitrails.ps (بالإنجليزية). Sufi trails in Palestine. Archived from the original on 2022-07-07. Retrieved 2022-07-08.{{استشهاد ويب}}:  صيانة الاستشهاد: BOT: original URL status unknown (link)
99. ↑  حسن عبد الرحمن سلوادي (يناير 2010). "أعلام وشخصيات مقدسية: الشيخ مصطفى البكري الصديقي الدمشقي المقدسي الخلوتي ـ حياته وآثاره". مجلة جامعة القدس المفتوحة للأبحاث والدراسات. ع. الثامن عشر. ص. 202–203.
100. ↑  مصطفى بن كمال الدين البكري (2019). العرائس القدسية المفصحة عن الدسائس النفسية. عاصم إبراهيم الكيالي (ط. الأولى). بيروت - لبنان: دار الكتب العلمية. ص. 8–9.
101. 1 2  أحمد حسين عبد الجبوري (2011). القدس في العهد العثماني (1640 - 1799 م): دراسة سياسية، عسكرية، إدارية، اقتصادية، اجتماعية، ثقافية (ط. الأولى). عمان – الأردن: دار الحامد للنشر والتوزيع. ج. الثاني. ص. 297. مؤرشف من الأصل في 2022-06-16.
102. ↑  مصطفى بن كمال الدين البكري (2008). المطلب التام السوي شرح حزب الإمام النووي. محمد عبد القادر نصار (ط. الأولى). القاهرة - مصر: دارة الكرز. ص. 11.
103. ↑  عبد الله بن حجازي الشرقاوي (2021). الفيض العرشي على الفتح القدسي في شرح ورد السحر للبكري المسمى (الفتح القدسي والكشف الأنسي). عاصم إبراهيم الكيالي (ط. الأولى). بيروت - لبنان: كتاب - ناشرون. ص. 12–16. مؤرشف من الأصل في 2022-05-28.
104. ↑  مصطفى بن كمال الدين البكري (2019). العرائس القدسية المفصحة عن الدسائس النفسية. عاصم إبراهيم الكيالي (ط. الأولى). بيروت - لبنان: دار الكتب العلمية. ص. 10.
105. ↑  مصطفى بن كمال الدين البكري (2008). المطلب التام السوي شرح حزب الإمام النووي. محمد عبد القادر نصار (ط. الأولى). القاهرة - مصر: دارة الكرز. ص. 11–12.
106. ↑  مصطفى بن كمال الدين البكري (2019). العرائس القدسية المفصحة عن الدسائس النفسية. عاصم إبراهيم الكيالي (ط. الأولى). بيروت - لبنان: دار الكتب العلمية. ص. 11.
107. ↑  مصطفى بن كمال الدين البكري (2019). العرائس القدسية المفصحة عن الدسائس النفسية. عاصم إبراهيم الكيالي (ط. الأولى). بيروت - لبنان: دار الكتب العلمية. ص. 11-12.
108. ↑  مصطفى بن كمال الدين البكري (2008). المطلب التام السوي شرح حزب الإمام النووي. محمد عبد القادر نصار (ط. الأولى). القاهرة - مصر: دارة الكرز. ص. 13.
109. ↑  مصطفى بن كمال الدين البكري (2008). المطلب التام السوي شرح حزب الإمام النووي. محمد عبد القادر نصار (ط. الأولى). القاهرة - مصر: دارة الكرز. ص. 14.
110. 1 2  مصطفي بن كمال الدين البكري (2012). الرحلة العراقية (عام 1139 هـ/1726 م). ميعاد شرف الدين الكيلاني (ط. الأولى). بيروت - لبنان: دار الكتب العلمية. ص. 7–10. مؤرشف من الأصل في 2022-06-19.
111. ↑  ابن الوردي (1996). تاريخ ابن الوردي (ط. الأولى). بيروت - لبنان: دار الكتب العلمية. ج. الثاني. ص. 72. مؤرشف من الأصل في 2022-07-01.
112. 1 2 3 4  مصطفى بن كمال الدين البكري (2020). محمد عبد السلام محمد اسويسي؛ إمحمد علي سليمان أبوسطاش (المحررون). رسالة الفرق المؤذن بالطرب في الفرق بين العجم والعرب (ط. الأولى). بيروت - لبنان: دار الكتب العلمية. ص. 13–15. مؤرشف من الأصل في 2022-05-05.
113. 1 2  حسن عبد الرحمن سلوادي (يناير 2010). "أعلام وشخصيات مقدسية: الشيخ مصطفى البكري الصديقي الدمشقي المقدسي الخلوتي ـ حياته وآثاره". مجلة جامعة القدس المفتوحة للأبحاث والدراسات. ع. الثامن عشر. ص. 208.
114. ↑  حسن عبد الرحمن سلوادي (يناير 2010). "أعلام وشخصيات مقدسية: الشيخ مصطفى البكري الصديقي الدمشقي المقدسي الخلوتي ـ حياته وآثاره". مجلة جامعة القدس المفتوحة للأبحاث والدراسات. ع. الثامن عشر. ص. 210.
115. ↑  انظر: الشيخ مصطفى البكري حياته وآثاره، د. حسن عبد الرحمن سلوادي، بحث منشور في مجلة: جامعة القدس المفتوحة للأبحاث والدراسات، العدد 18 كانون الثاني، 2010م، ص: 211-216.
116. ↑  جميل بن مصطفى العظم (1908). عقود الجوهر في تراجم من لهم خمسون تصنيفاً فمئة فأكثر (ط. الأولى). بيروت - لبنان: المطبعة الأهلية. ص. 72–82. مؤرشف من الأصل في 2022-06-22.
117. ↑  مصطفى بن كمال الدين البكري (2020). محمد عبد السلام محمد اسويسي؛ إمحمد علي سليمان أبوسطاش (المحررون). رسالة الفرق المؤذن بالطرب في الفرق بين العجم والعرب (ط. الأولى). بيروت - لبنان: دار الكتب العلمية. ص. 15–22. مؤرشف من الأصل في 2022-05-05.
118. ↑  "YAVUZ, Ali Fikri". islamansiklopedisi.org.tr (بالتركية). دائرة المعارف الإسلامية التركية. Archived from the original on 2022-07-21. Retrieved 2022-07-21.{{استشهاد ويب}}:  صيانة الاستشهاد: BOT: original URL status unknown (link)
119. 1 2 3  ابن زكري الفاسي (2010). الإلمام والإعلام بنفثة من بحور علم ما تضمنته صلاة القطب مولانا عبد السلام. هشام بن محمد بن حيجر الحسني (ط. الأولى). بيروت - لبنان: دار الكتب العلمية. ص. 37. مؤرشف من الأصل في 2022-05-05.
120. ↑  بهجت عبد الواحد؛ محمد العريس؛ محمد صالح رؤوف السامرائي؛ حسين رمال (2006). موسوعة قبائل وعشائر العرب (ط. الأولى). بيروت - لبنان: دار اليوسف. ج. الأول. ص. 319. مؤرشف من الأصل في 2022-05-05.
121. ↑  مصطفى بن كمال الدين البكري. محمد عبد السلام محمد اسويسي؛ إمحمد علي سليمان أبوسطاش (المحررون). "رسالة الفرق المؤذن بالطرب في الفرق بين العجم والعرب". al-ilmiyah.com. دار الكتب العلمية. مؤرشف من الأصل في 2022-05-01.
122. 1 2 3 4 5 6 7 8  حسن عبد الرحمن سلوادي (يناير 2010). "أعلام وشخصيات مقدسية: الشيخ مصطفى البكري الصديقي الدمشقي المقدسي الخلوتي ـ حياته وآثاره". مجلة جامعة القدس المفتوحة للأبحاث والدراسات. ع. الثامن عشر. ص. 204–205.
123. ↑  مصطفي بن كمال الدين البَكْري الصديقي الخلوتي الدمشقي (2012). الرحلة العراقية (عام 1139 هـ/1726 م). ميعاد شرف الدين الكيلاني (ط. الأولى). بيروت - لبنان: دار الكتب العلمية. ص. 129–130. مؤرشف من الأصل في 2022-05-05.
124. 1 2  محيي الدين الطعمي (2009). معجم من رأى رسول الله (صلى الله عليه وسلم) في النوم واليقظة (ط. الثانية). بيروت - لبنان: دار الكتب العلمية. ص. 302–305. مؤرشف من الأصل في 2022-05-06.
125. ↑  محمد خليل المرادي. "سلك الدرر في أعيان القرن الثاني عشر". islamport.com. الموسوعة الشاملة. مؤرشف من الأصل في 2022-05-05.
126. ↑  جميل بن مصطفى العظم (1908). عقود الجوهر في تراجم من لهم خمسون تصنيفاً فمئة فأكثر (ط. الأولى). بيروت - لبنان: المطبعة الأهلية. ص. 69. مؤرشف من الأصل في 2022-06-22.
127. ↑  جلال الدين السيوطي؛ مصطفى البكري (2006). تأييد الحقيقة العلية وتشييد الطريقة الشاذلية، ويليه: رسالتان للشيخ مصطفى البكري. عاصم إبراهيم الكيالي (ط. الأولى). بيروت - لبنان: دار الكتب العلمية. ص. 89. مؤرشف من الأصل في 2022-05-06. هذه الترجمة هي للشيخ يوسف النبهاني من كتابه جامع كرامات الأولياء.
128. ↑  يوسف النبهاني (2011). شواهد الحق في الاستغاثة بسيد الخلق، ويليه: (الأساليب البديعة في فضل الصحابة وإقناع الشيعة). عبد الوارث محمد علي (ط. الرابعة). بيروت - لبنان: دار الكتب العلمية. ص. 336. مؤرشف من الأصل في 2022-05-19.
129. ↑  مصطفى بن كمال الدين البكري (2013). الضياء الشمسي على الفتح القدسي شرح ورد السحر للبكري. أحمد فريد المزيدي (ط. الأولى). بيروت - لبنان: دار الكتب العلمية. ج. الأول. ص. 5. مؤرشف من الأصل في 2022-05-26.
130. ↑  خالد الروَّيهب (2015). Islamic Intellectual History in the Seventeenth Century (بالإنجليزية) (1 ed.). نيويورك – الولايات المتحدة الأمريكية: مطبعة جامعة كامبريدج. p. 269. ISBN:9781107042964. Archived from the original on 2022-04-07. Unfortunately, some modern historians have taken Nabahāni's characterization of Bakri "reviving" the Khalwati order in a different sense — they have speculated that he was a "reformer" who abandoned the doctrine of wahdat al-wujud and imposed a stricter organizational structure on his followers, thus allowing for a more worldly and politically effective movement – in effect prefiguring later, so-called "neo-Sufi," movements. But as shown by both Frederick De Jong and Ralf Elger, there is little substance to such suggestions. There is simply no evidence that Bakri made any "reforms" other than introducing a particular litany (known as wird al-sahar) among his followers. Furthermore, Bakri belonged to the Karabási suborder that was particularly devoted to Ibn 'Arabi: Karabás Ali Veli had authored a commentary on the Fusus and his disciples believed that Ibn 'Arabi had predicted their master's appearance. Bakri was also a close student of 'Abd al-Ghani al-Nābulusi, studied with him numerous works by Ibn 'Arabi, including the Fusus, and himself upheld the doctrine of wahdat al-wujud in his treatise al-Mawrid al-'adhb li-dhawi l-wurud fi kashf ma'na wahdat al-wujud. Bakri is moreover known to have taught an exposition of wahdat al-wujud by the prominent fourteenth-century Fusus commentator Abd al-Razzāq al-Qāshāni to a disciple in Mecca. His son and disciple Kamāl al-Din al-Bakri (d. 1782) is also known to have taught Nābulusi's commentary on the Fusus in Gaza where he settled and died." The most that can be said is that Bakri's oeuvre suggests that he may have been less interested in mystical metaphysics than Năbulusi and more focused on the devotional life and on initiating and training disciples.
131. ↑  فريدريك دي يونج (2000). Sufi Orders in Ottoman and Post-Ottoman Egypt and the Middle East (بالإنجليزية) (1 ed.). إسطنبول – تركيا: Isis Press. p. 274. ISBN:9789754281781. Archived from the original on 2022-06-14.
132. ↑  جدعون وايجرت[الألمانية]تصنيف:صفحات بها وصلات إنترويكيتصنيف:صفحات بها وصلات مقالات للترجمة من الألمانية (1999). "Shaykh Mustapha Kamal al Din al Bakri – A Sufi Reformer in Eighteenth-Century Egypt" (PDF) (بالإنجليزية). القاهرة - مصر: المركز الأكاديمي الإسرائيلي في القاهرة[العبرية]. No. Bulletin of the Israeli Academic Center in Cairo 24. p. 5. Archived from the original (PDF) on 2022-03-03. Scholars such as F. de Jong, a foremost author on Sufi turuq in Egypt, have cast doubt on the revivalism introduced by al Bakri, but our sources clearly document his reforms. Shaykh Hassan al-Husseini, the Hanafi Mufti of Jerusalem, who was a major disciple of al-Bakri, refers to his master as a "mujadid (reformer) to his contemporaries and compatriots." {{استشهاد بمجلة}}: الاستشهاد ب$1 يطلب |$2= (help) and تأكد من صحة قيمة |مؤلف= (help)صيانة الاستشهاد: أسماء عددية: قائمة المؤلفين (link) صيانة الاستشهاد: أسماء متعددة: قائمة المؤلفين (link)
133. ↑  مصطفى بن كمال الدين البكري (2020). محمد عبد السلام محمد اسويسي؛ إمحمد علي سليمان أبوسطاش (المحررون). رسالة الفرق المؤذن بالطرب في الفرق بين العجم والعرب (ط. الأولى). بيروت - لبنان: دار الكتب العلمية. ص. 22. مؤرشف من الأصل في 2022-05-05.
134. ↑  مصطفي بن كمال الدين البكري (2012). الرحلة العراقية (عام 1139 هـ/1726 م). ميعاد شرف الدين الكيلاني (ط. الأولى). بيروت - لبنان: دار الكتب العلمية. ص. 131. مؤرشف من الأصل في 2022-06-19.

### معلومات المراجع كاملة

#### باللغة العربية
- انظر ترجمته في: هدية العارفين لإسماعيل باشا البغدادي (1/ 684)، وعجائب الآثار في التراجم والأخبار لعبد الرحمن الجبرتي (1/ 165-166)، وسلك الدرر في أعيان القرن الثاني عشر لمحمد خليل المرادي (4/ 191)، ومعجم المؤلفين لعمر رضا كحالة (12/ 271)، والأعلام للزركلي (8/ 141)، وفهرس الفهارس لعبد الحي الكتاني (رقم 76 ج 1 ص 223)، والنفحة المسكية في الرحلة المكية لعبد الله السويدي، ص 78، ص 80.
- انظر سيرة البكري مفصلة في الموسوعة الفلسطينية، القسم العام، مج 4، مادة مصطفى بن كمال الدين البكري.
- حسن بن عبد اللطيف الحسيني (1985). تراجم أهل القدس في القرن الثاني عشر الهجري: مع مقدمة عن الحياة العلمية في القدس في القرن الثاني عشر الهجري (ط. الأولى). عمان - الأردن: الجامعة الأردنية. ص. 158. مؤرشف من الأصل في 2022-07-08.
- مجموعة من العلماء (2005). موسوعة أعلام العلماء والأدباء العرب والمسلمين (حرف الباء) (ط. الأولى). بيروت - لبنان: دار الجيل. ج. الثالث. ص. 738–740. مؤرشف من الأصل في 2022-06-29.
- عبد الرحمن محمد مغربي؛ عبد الرؤوف خريوش، المحررون (2015). الخطرة الثانية الأنسية للروضة الدانية القدسية للشيخ مصطفى بن كمال بن علي البكري الصديقي (ت1162هـ/1759م) (ط. الأولى). رام الله - فلسطين: جامعة القدس المفتوحة. مؤرشف من الأصل في 2022-07-12.
- حسن عبد الرحمن سلوادي (مدير برنامج البحث العلمي والدراسات العليا، جامعة القدس المفتوحة، فلسطين) (كانون الثاني/يناير 2010). "الشيخ مصطفى البكري الصديقي الدمشقي المقدسي الخلوتي (1099 - 1162 هـ) (1688 - 1749 م): حياته وآثاره". مجلة جامعة القدس المفتوحة للأبحاث والدراسات. ع. الثامن عشر. ص. 197–232. {{استشهاد بمجلة}}: تحقق من التاريخ في: |تاريخ= (مساعدة)
- مصطفى بن كمال الدين البكري (2010). فتح الكريم الخالق في حل ألفاظ الدر الفائق في الصلاة على أشرف الخلائق. أحمد فريد المزيدي (ط. الأولى). بيروت - لبنان: دار الكتب العلمية. ص. 5–10. مؤرشف من الأصل في 2022-05-19.
- مصطفى بن كمال الدين البكري (2008). المطلب التام السوي شرح حزب الإمام النووي. محمد عبد القادر نصار (ط. الأولى). القاهرة - مصر: دارة الكرز. ص. 9–17.
- كامل جميل العسلي (1992). بيت المقدس في كتب الرحلات عند العرب والمسلمين (ط. الأولى). عمان - الأردن: دار الشروق للنشر.

#### باللغة الإنجليزية
- جون إسبوسيتو (2003). [[قاموس أكسفورد للإسلام]] (Oxford Quick Reference) (بالإنجليزية) (1 ed.). نيويورك – الولايات المتحدة الأمريكية: دار نشر جامعة أكسفورد. p. 34. ISBN:9780199757268. Archived from the original on 2023-01-24. {{استشهاد بكتاب}}: تعارض مسار مع وصلة (help)
- جون أوبرت فول[الإنجليزية]تصنيف:صفحات بها وصلات إنترويكيتصنيف:صفحات بها وصلات مقالات للترجمة من الإنجليزية (2018). Islam: Continuity and Change in the Modern World (بالإنجليزية) (طبع لأول مرة عام 1982 بواسطة دار نشر ويستفيو ed.). نيويورك – الولايات المتحدة الأمريكية: روتليدج. p. 55. ISBN:9780429728501. Archived from the original on 2022-06-14. {{استشهاد بكتاب}}: تأكد من صحة قيمة |مؤلف= (help)صيانة الاستشهاد: أسماء عددية: قائمة المؤلفين (link) صيانة الاستشهاد: أسماء متعددة: قائمة المؤلفين (link)
- إيرل هـ. ووه (2008). Visionaries of Silence: The Reformist Sufi Order of the Demirdashiya al-Khalwatiya in Cairo (بالإنجليزية) (1 ed.). القاهرة - مصر: قسم النشر بالجامعة الأمريكية بالقاهرة. pp. 21–23. ISBN:9789774160899. Archived from the original on 2022-06-14.
- نيكي كدي (1972). Scholars, Saints, and Sufis: Muslim Religious Institutions in the Middle East since 1500 (بالإنجليزية) (1 ed.). لوس أنجلوس - الولايات المتحدة الأمريكية: دار نشر جامعة كاليفورنيا. p. 401. ISBN:9780520020276. Archived from the original on 2022-06-14.
- فريدريك دي يونج (2000). Sufi Orders in Ottoman and Post-Ottoman Egypt and the Middle East (بالإنجليزية) (1 ed.). إسطنبول – تركيا: Isis Press. p. 274. ISBN:9789754281781. Archived from the original on 2023-01-23.
- نحميا ليفتسيون[الإنجليزية]تصنيف:صفحات بها وصلات إنترويكيتصنيف:صفحات بها وصلات مقالات للترجمة من الإنجليزية (1987). جون أوبرت فول[الإنجليزية]تصنيف:صفحات بها وصلات إنترويكيتصنيف:صفحات بها وصلات مقالات للترجمة من الإنجليزية (ed.). Eighteenth-Century Renewal and Reform in Islam (بالإنجليزية) (1 ed.). سيراكيوز، نيويورك: مطبعة جامعة سيراكيوز[الإنجليزية]. pp. 117–132. ISBN:9780815624028. Archived from the original on 2022-07-04. {{استشهاد بكتاب}}: تأكد من صحة قيمة |مؤلف= (help) and تأكد من صحة قيمة |محرر= (help)صيانة الاستشهاد: أسماء عددية: قائمة المؤلفين (link) صيانة الاستشهاد: أسماء متعددة: قائمة المؤلفين (link)
- جدعون وايجرت[الألمانية]تصنيف:صفحات بها وصلات إنترويكيتصنيف:صفحات بها وصلات مقالات للترجمة من الألمانية (صحفي إسرائيلي من أصل ألماني، عمل كباحث مساعد للبروفيسور نحميا ليفتسيون (Nehemia Levtzion) في قسم الدراسات الإفريقية والآسيوية في الجامعة العبرية في القدس) (1994). "The Khalwatiya in Egypt in the Eighteenth Century: A Nucleus for Islamic Revival" (بالإنجليزية). القاهرة - مصر: المركز الأكاديمي الإسرائيلي في القاهرة[العبرية]. No. Bulletin of the Israeli Academic Center in Cairo 19. pp. 17–20. {{استشهاد بمجلة}}: الاستشهاد ب$1 يطلب |$2= (help) and تأكد من صحة قيمة |مؤلف= (help)صيانة الاستشهاد: أسماء عددية: قائمة المؤلفين (link) صيانة الاستشهاد: أسماء متعددة: قائمة المؤلفين (link)

#### باللغة الإسبانية
- ألفونسو كارمونا جونزاليس (2006). El Sufismo y las normas del Islam: Trabajos del IV Congreso Internacional de Estudios Jurídicos Islámicos: Derecho y Sufismo (Murcia, 7-10 mayo 2003) [Papers presented at the IV International Conference on Islamic Legal Studies: Law and Sufism (Murcia, 7-10 May 2003)]. Colección Ibn 'Arabi, extra 5 (بالإنجليزية والإسبانية) (1 ed.). مرسية - إسبانيا: Editora Regional de Murcia. p. 389. ISBN:9788475643236. Archived from the original on 2022-06-29.

#### باللغة التركية
- "BEKRÎ, Kutbüddin". islamansiklopedisi.org.tr (بالتركية). دائرة المعارف الإسلامية التركية. Archived from the original on 2022-06-27.
- "BEKRİYYE". islamansiklopedisi.org.tr (بالتركية). دائرة المعارف الإسلامية التركية. Archived from the original on 2022-06-11.

### قراءة موسَّعة
- عبد الباقي مفتاح (2009). أضواء على الطريقة الرحمانية الخلوتية. تقديم: محمد المأمون مصطفى القاسمي الحسني (ط. الأولى). بيروت - لبنان: دار الكتب العلمية. ص. 24–45. مؤرشف من الأصل في 2022-05-05.

## وصلات خارجية

### مواقع ويب
- مصطفى بن كمال الدين الخلوتي (نسخة محفوظة 2022-05-01 على موقع واي باك مشين.)
- رحلة مصطفى البكري إلى القدس (نسخة محفوظة 2022-06-19 على موقع واي باك مشين.)
- البكري الصديقي.. من القدس إلى مقامات مصر عام 1719 (نسخة محفوظة 2022-05-01 على موقع واي باك مشين.)
- رجال الطريقة الخلوتية: العارف بالله الشيخ/ مصطفى بن كمال الدين البكري (نسخة محفوظة 2022-05-03 على موقع واي باك مشين.)
- كتب ومخطوطات الشيخ مصطفى البكري

### تسجيلات مرئية
- القصيدة الميمية للشيخ مصطفى البكري على يوتيوب
- ورد السَحَر للشيخ مصطفى البكري على يوتيوب